# Ciclón tropical

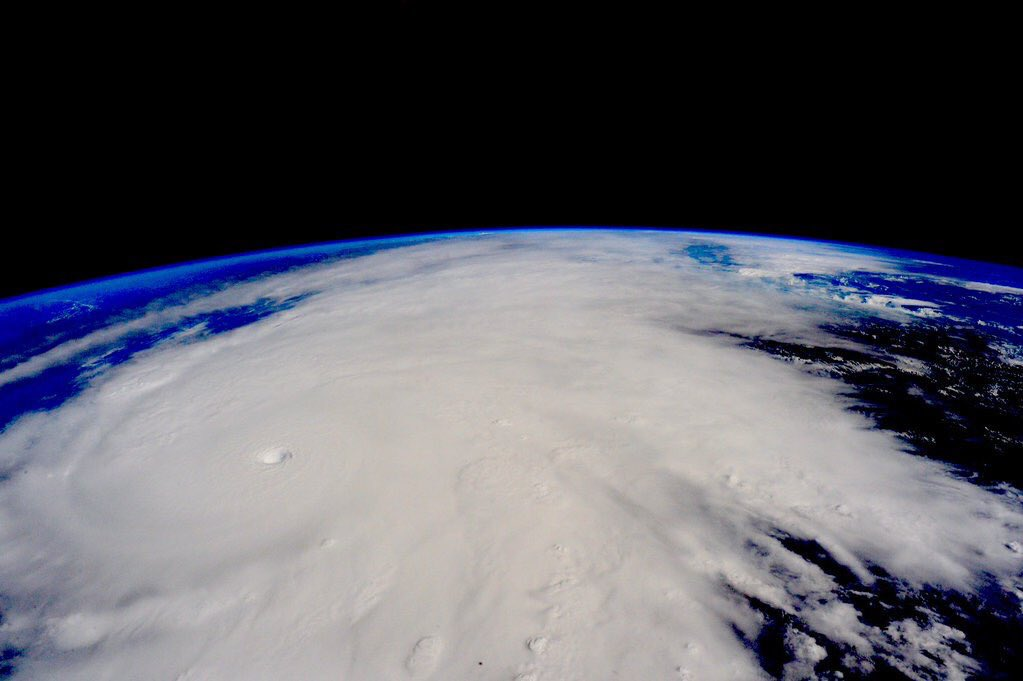
Huracán Patricia, el huracán más poderoso registrado en toda la historia del mundo visto desde la Estación Espacial Internacional el 22 de octubre de 2015. El ciclón desarrolló ráfagas de 400 km/h, azotando las costas mexicanas (Jalisco, Colima, Nayarit).

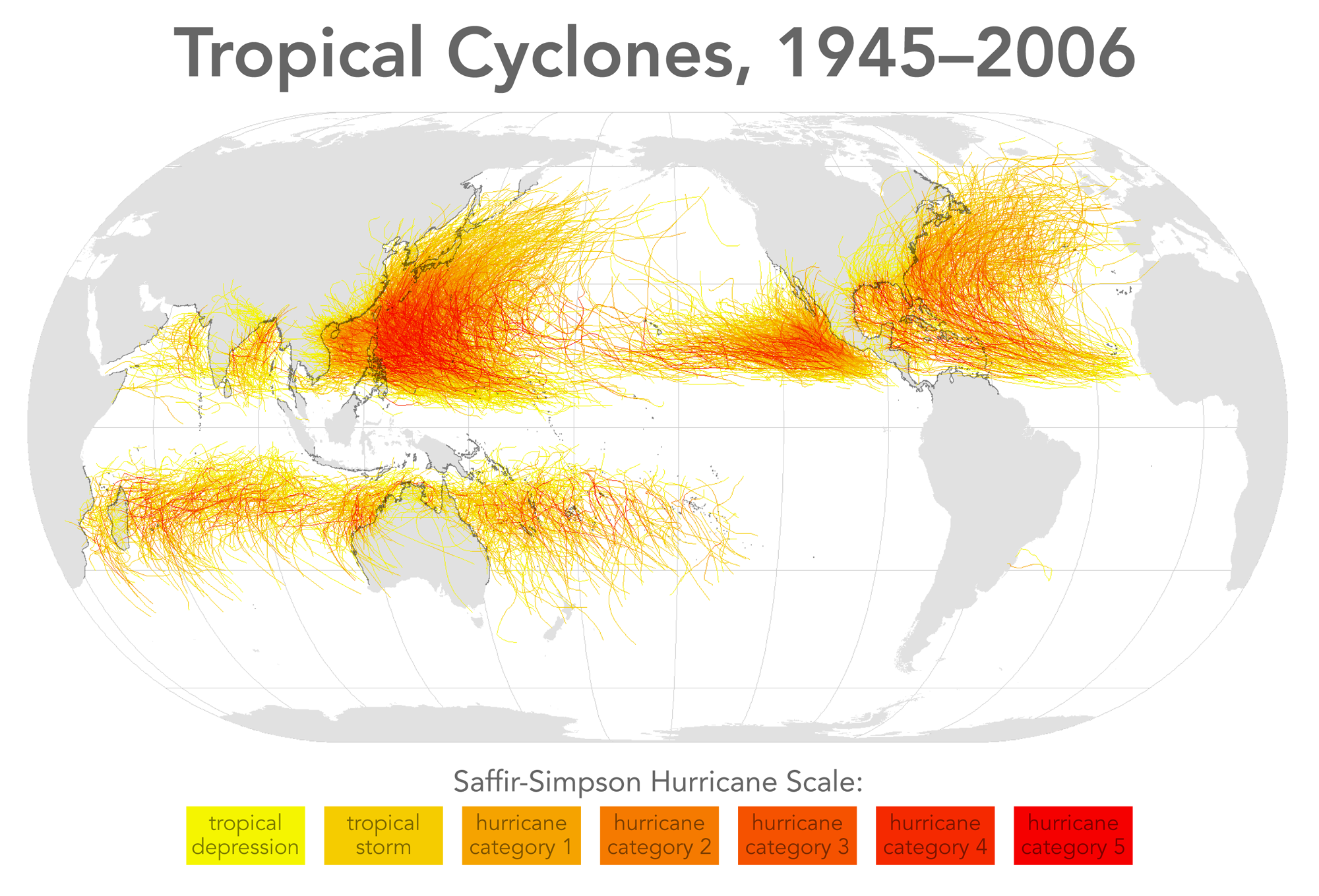
Mapa de los ciclones tropicales entre 1945 y 2006.

En meteorología, el término ciclón tropical se usa para referirse a un sistema tormentoso caracterizado por una circulación cerrada alrededor de un centro de baja presión que produce fuertes vientos y abundantes lluvias. Los ciclones tropicales extraen su energía de la condensación de aire húmedo, produciendo fuertes vientos. Se distinguen de otras tormentas ciclónicas, como las bajas polares, por el mecanismo de calor que las alimenta, que las convierte en sistemas tormentosos de «núcleo cálido». Dependiendo de su fuerza un ciclón tropical puede llamarse depresión tropical, tormenta tropical, huracán  y dependiendo de su localización se pueden llamar tifón (especialmente en Filipinas, Taiwán, China y Japón) o simplemente ciclón como en el Índico. 
Su nombre se deriva de los trópicos y su naturaleza ciclónica. El término «tropical» se refiere tanto al origen geográfico de estos sistemas, que se forman casi exclusivamente en las regiones intertropicales del planeta, como a su formación en masas de aire tropical de origen marino. El término «ciclón» se refiere a la naturaleza ciclónica de las tormentas, con una rotación en el sentido contrario al de las agujas del reloj en el hemisferio norte y en el sentido de las agujas del reloj en el hemisferio sur.
Los huracanes los podemos catalogar como fenómenos o efectos que se crean gracias a la naturaleza, que se crean con gran intensidad en los océanos, los cuales causan lluvias fuertes, así como vientos e inundaciones.
Los ciclones se desarrollan sobre extensas superficies de aguas cálidas y cuando las condiciones atmosféricas alrededor de una débil perturbación en la atmósfera son favorables. A veces se forman cuando otros tipos de ciclones adquieren características tropicales.
Los ciclones tropicales son conducidos por vientos direccionales hacia la troposfera; si las condiciones continúan siendo favorables, la perturbación tropical se intensifica y puede llegar a desarrollarse un ojo, y pierden su fuerza cuando penetran en tierra o si las condiciones alrededor del sistema se deterioran, este se disipa.
Los ciclones tropicales producen grandes daños en las zonas costeras, mientras que regiones interiores y altas están relativamente a salvo de los daños, también producen lluvias torrenciales que a su vez pueden producir inundaciones y corrimientos de tierra y también provocan marejadas ciclónicas en áreas costeras y las cuales dependiendo de la geografía pueden producir inundaciones extensas a más de 40 km hacia el interior en llanuras litorales extensas y de pendiente escasa.
Aunque sus efectos en las poblaciones y barcos pueden ser catastróficos, los ciclones tropicales pueden reducir los efectos de una sequía. Además, transportan el calor de los trópicos a latitudes más templadas, lo que hace que sean un importante mecanismo de la circulación atmosférica global que mantiene en equilibrio la troposfera y mantiene relativamente estable y cálida la temperatura terrestre.

## Estructura física

Estructura de un ciclón tropical.

Los ciclones tropicales son áreas de baja presión atmosférica cerca de la superficie de la Tierra. Las presiones registradas en el centro de los ciclones tropicales están entre las más bajas registradas en la superficie terrestre al nivel del mar. Los ciclones tropicales se caracterizan y funcionan como núcleo cálido, que consiste en la expulsión de grandes cantidades de calor latente de vaporización que se eleva, lo que provoca la condensación del vapor de agua. Este calor se distribuye verticalmente alrededor del centro de la tormenta. Por ello, a cualquier altitud (excepto cerca de la superficie, donde la temperatura del agua determina la temperatura del aire) el centro del ciclón siempre es más cálido que su alrededor. Las principales partes de un ciclón son el ojo, la pared del ojo y las bandas lluviosas. Son como tornados, pero en agua.

## Bandas lluviosas
Todas las áreas de baja presión en superficie presentan una divergencia hacia arriba para formar una espiral nubosa de aire cálido que va ganando altura, pero va perdiendo velocidad al expandirse. Debido a la rotación terrestre (que es el motor de lo que se conoce como efecto Coriolis) esta espiral ascendente gira en sentido antihorario en el hemisferio norte y horario en el hemisferio sur. Pero como las leyes físicas nos enseñan que a toda acción se opone una reacción de la misma intensidad, pero de sentido contrario, la divergencia en altura de un ciclón tropical produce una convergencia en profundidad hacia la parte central del mismo que llega a la superficie con la máxima velocidad de giro al disminuir el radio de giro y concentrarse en un área reducida. 
Se trata del mismo proceso de aceleración que se produciría en un tobogán de las proporciones tan enormes de un ciclón tropical: el aire cálido de la banda nubosa ascendente forma una banda nubosa con el borde exterior situado a mayor altura que el interior. Así, los vientos que ascienden en las capas altas de un ciclón tropical se alejan del centro de la tormenta, pero empujan al aire frío localizado por encima de dicha banda nubosa hacia el centro del área ciclónica descendiendo por su mayor peso (aire frío más pesado) con una velocidad siempre creciente al reducirse su radio de giro con dicho descenso.
En resumen, el modelo del proceso de formación de un ciclón es relativamente sencillo: se trata de dos espirales de rotación, una nubosa ascendente que se extiende hacia arriba y una superpuesta a la ascendente que desciende y se contrae hacia el centro. Lo que sucede es que la espiral descendente, como está formada por aire frío más pesado, no presenta nubes, intercalándose entre dos espirales ascendentes sucesivas. Cuando la espiral descendente llega al suelo en un tornado, se puede fotografiar desde el lado de mayor presión que es el que tiene menor nubosidad.
Para que los ciclones tropicales tengan esta característica de la producción de bandas de lluvia, es necesario que no exista una cizalladura vertical para mantener el núcleo cálido del centro de la tormenta.

### Ojo y zona interna
Un ciclón tropical presenta un área de aire que circula en sentido descendente en el centro del mismo; si el área es lo suficientemente fuerte se puede desarrollar lo que se llama «ojo». Normalmente, en el ojo la temperatura es cálida y este se encuentra libre de nubes (sin embargo, el mar puede ser extremadamente violento). En el ojo del ciclón se registran las temperaturas más frías en superficie y las más cálidas en altura. Normalmente el ojo es de forma circular y puede variar desde los 3 a los 370 kilómetros de diámetro. En ocasiones, los ciclones tropicales maduros e intensos pueden presentar una curvatura hacia el interior en la parte superior de la pared del ojo, tomando un aspecto parecido al de un estadio de fútbol, por lo que a veces a este fenómeno se le denomina «efecto estadio».
Hay otros elementos que o bien rodean o bien cubren el ciclón. La nubosidad central densa (Central Dense Overcast, CDO) es un área de densa actividad tormentosa cerca del centro del ciclón tropical; en ciclones débiles, la nubosidad central densa cubre el centro de circulación completamente, resultando en un ojo no visible. Contiene la pared del ojo y el ojo en sí mismo. El huracán clásico contiene una nubosidad central densa simétrica, lo cual significa que es perfectamente circular y redondo en todos sus lados.
La pared del ojo es una banda alrededor del ojo donde los vientos alcanzan las mayores velocidades, las nubes alcanzan la mayor altura y la precipitación es más intensa. El daño más grave debido a fuertes vientos ocurre mientras la pared del ojo de un huracán pasa sobre tierra. En los ciclones tropicales intensos hay un ciclo de reemplazo de la pared del ojo. Cuando los ciclones alcanzan un pico de intensidad, normalmente tienen una pared del ojo y un radio de las ráfagas de viento que contraen a un tamaño muy pequeño, alrededor de 10 o 25 kilómetros. Las bandas de lluvia externas se pueden organizar en un anillo de tormentas externo que se mueve lentamente hacia el interior y que roba la pared del ojo para captar su humedad y momento angular. Cuando la pared del ojo interno se debilita, el ciclón tropical también se debilita, los vientos más fuertes se debilitan y la presión en el centro aumenta. Al final del ciclo la pared del ojo externo reemplaza al interno completamente. La tormenta puede ser de la misma intensidad o incluso mayor una vez que el ciclo de reemplazo ha terminado. La tormenta vuelve a extenderse de nuevo y se forma un nuevo anillo externo para la nueva sustitución de la pared del ojo.

### Tamaño
| Tamaños de ciclones tropicales | Tamaños de ciclones tropicales |
| ROCI                           | Tipo                           |
| ------------------------------ | ------------------------------ |
| Menos de 2 grados de latitud   | Muy pequeño/enano              |
| De 2 a 3 grados de latitud     | Pequeño                        |
| De 3 a 6 grados de latitud     | Mediano/Medio                  |
| De 6 a 8 grados de latitud     | Grande                         |
| Más de 8 grados de latitud     | Muy grande                     |

Una medida del tamaño de un ciclón tropical se obtiene midiendo la distancia desde su centro de circulación hasta la última isobara cerrada, también conocida como su ROCI (sigla que corresponde al inglés Radius of Outermost Closed Isobar). Si el radio es menor que dos grados de latitud o 222 kilómetros, entonces el ciclón se considera «muy pequeño» o «enano». Radios entre 3 y 6 grados de latitud o entre 333 y 666 kilómetros hacen que el ciclón sea considerado de «tamaño medio». Los ciclones «muy grandes» tienen radios mayores que 8 grados u 888 kilómetros. El uso de esta medida ha determinado que el tamaño medio de los ciclones tropicales del Noroeste del Pacífico es el mayor de todos, siendo aproximadamente el doble que el de los que se producen en el Atlántico. Otros métodos para determinar el tamaño de un ciclón tropical incluye la medida del radio de los vientos del vendaval y midiendo el radio al que su vorticidad relativa decrece a 10-5 s-1 desde su centro.

## Mecánica de los ciclones tropicales

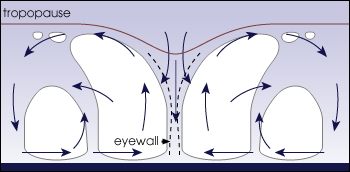
Los huracanes se forman cuando la energía expulsada por la condensación del vapor de agua presente en el aire cálido en elevación causa un bucle de alimentación positiva sobre las aguas templadas de los océanos. El aire se calienta, elevándose aún más, lo que conduce a más condensación. El aire que fluye hacia el exterior de esta «chimenea» vuelve a la superficie, formando vientos muy fuertes.

Estructuralmente, un ciclón tropical es un gran sistema de nubes en rotación, viento y tormentas. Su fuente primaria de energía es la expulsión del calor de condensación del vapor de agua que se condensa a grandes altitudes, siendo el calor aportado por el Sol el que inicia el proceso de evaporación. Además, un ciclón tropical puede ser interpretado como una gigante máquina térmica vertical, mantenida por la mecánica y fuerzas físicas como la rotación y la gravedad terrestre.
En otro sentido, los ciclones tropicales pueden ser vistos como un tipo especial de complejo convectivo de mesoescala, que continúa desarrollándose a partir de una vasta fuente de humedad y calor. La condensación conduce a unas mayores velocidades del viento, ya que una pequeña fracción de la energía liberada se convierte en energía mecánica; los vientos más rápidos y presiones más bajas asociadas con ellos causan una mayor evaporación en superficie y de este modo incluso más evaporación. Mucha de la energía expulsada conduce las corrientes de aire, lo que aumenta la altura de las nubes, acelerando la condensación.
Este bucle de retroalimentación positiva continúa mientras las condiciones sean favorables para el desarrollo del ciclón tropical. Factores como una ausencia continuada de equilibrio en la masa de distribución de aire también aportarían energía para mantener al ciclón. La rotación de la Tierra causa que el sistema gire, efecto conocido como el efecto Coriolis, dando una característica ciclónica y afectando a la trayectoria de la tormenta.
Lo que principalmente distingue a un ciclón tropical de otros fenómenos meteorológicos es la condensación como fuerza conductora. Dado que la convección es más fuerte en un clima tropical, esto define el dominio inicial del ciclón. Por contraste, frecuentemente los ciclones de media latitud obtienen su energía de los gradientes horizontales de temperatura preexistentes en la atmósfera. Para poder seguir alimentando su motor de calor, el ciclón tropical debe permanecer sobre agua cálida, que provee la humedad atmosférica necesaria. La evaporación se acelera por los vientos fuertes y se reduce por la presión atmosférica en la tormenta, resultando un bucle de alimentación positiva. Como consecuencia, cuando un ciclón tropical pasa sobre tierra su fuerza disminuye rápidamente.

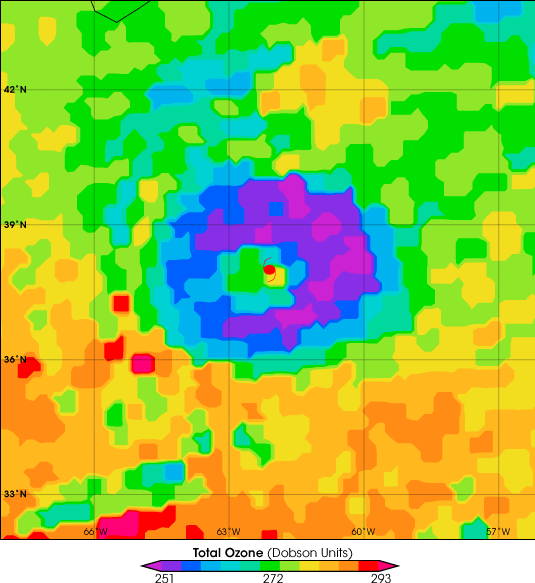
Mediciones de ozono recogidas sobre el huracán Erin el 12 de septiembre de 2001. El ojo de Erin está marcado con un símbolo rojo de huracán. En el ojo, las concentraciones de ozono son elevadas (amarillo y verde). El núcleo está rodeado por un área de concentración mucho menor de ozono (púrpura y azul).

Los niveles de ozono dan una pista sobre si una tormenta se desarrollará. El giro inicial de un ciclón tropical es débil y muchas veces cubierto por las nubes, y no siempre es fácil de detectar por los satélites que proveen imágenes de las nubes. Sin embargo, instrumentos como el Total Ozone Mapping Spectrometer pueden identificar cantidades de ozono que están relacionadas íntimamente con la formación, intensificación y movimiento de un ciclón. 
Como resultado, los niveles de ozono pueden ser muy útiles para determinar la ubicación del ojo. Las concentraciones naturales de ozono son más elevadas en la estratosfera. El aire más cercano a la superficie oceánica es menos rico en ozono. Rodeando al ojo, hay un anillo de potentes tormentas que absorben el aire húmedo y cálido de la superficie del océano, elevándolo kilómetros en la atmósfera, a veces hasta alcanzar la capa baja de la estratosfera. Este aire pobre en ozono reemplaza al aire rico en ozono provocando que las concentraciones en ozono disminuyan. El proceso se invierte a sí mismo en el ojo: el aire en altura se hunde hacia la superficie, infundiendo a la columna entera con ozono. Los niveles de ozono descendentes alrededor del ojo pueden ser una importante señal de que la tormenta se está fortaleciendo.

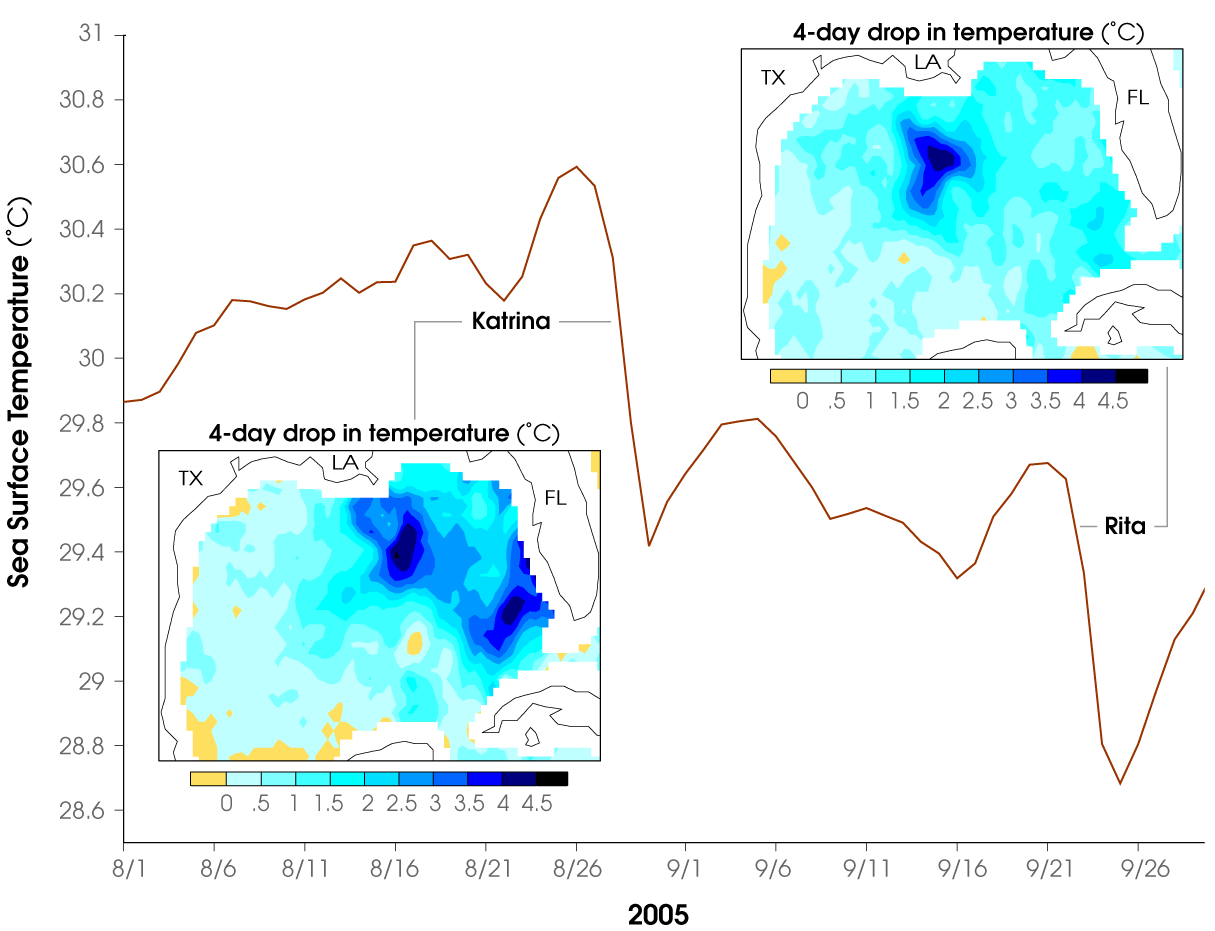
Gráfica que muestra la caída de temperatura en superficie en el golfo de México en los momentos en el que los huracanes Katrina y Rita pasaron por el mismo. Estas tormentas enfriaron el agua más de 4 °C en los lugares por los que discurrieron y enfriaron todo el Golfo en 1 °C.

El paso de un ciclón tropical sobre el océano puede causar que las capas superficiales del mismo se enfríen de forma sustancial, lo que puede influir en el desarrollo del ciclón. Los ciclones tropicales enfrían el océano al actuar como «motores de calor» que transfieren el calor de la superficie del océano a la atmósfera a través de la evaporación. 
El enfriamiento también se produce por el ascenso de agua fría debido al efecto de succión del centro de bajas presiones de la tormenta. También puede existir un enfriamiento adicional como producto de las lluvias que pueden producirse en la superficie oceánica en un momento dado. La cobertura de nubes también puede desempeñar parte de esta función al actuar como escudo entre el océano y la luz directa del sol antes y algo después del paso de la tormenta. Todos estos efectos pueden combinarse para producir un descenso dramático de las temperaturas en un área considerable durante algunos días.
Los científicos del National Center for Atmospheric Research (EE. UU.) estiman que un huracán expulsa energía a razón de 50 a 200 trillones de vatios al día, aproximadamente la cantidad de energía liberada por la explosión de una bomba nuclear de 10 megatones cada 20 minutos, 70 veces la energía consumida por los humanos en todo el mundo o 200 veces la capacidad de producción de energía eléctrica de todo el mundo.
Mientras que el movimiento más evidente de las nubes es hacia el centro, los ciclones tropicales también desarrollan un flujo de nubes hacia el exterior a nivel superior (a gran altitud). Esto se origina del aire que ha liberado su humedad y es expulsado a gran altitud a través de la «chimenea» del motor de la tormenta. Este flujo produce cirros altos y delgados que giran en espiral lejos del centro. Los cirros pueden ser los primeros signos de que un huracán que se aproxima.

## Etimología
El término huracán puede provenir del taíno, y quiere decir «centro del viento».
Por otra parte, también se le atribuye a los mayas la palabra, del idioma quiché «una sola pierna» (del quiché: Jun kan ‘el de una sola pierna’), mencionado igual en el Popol vuh como el «corazón del cielo».

## Regiones principales y centros meteorológicos de alerta asociados

### Regiones principales

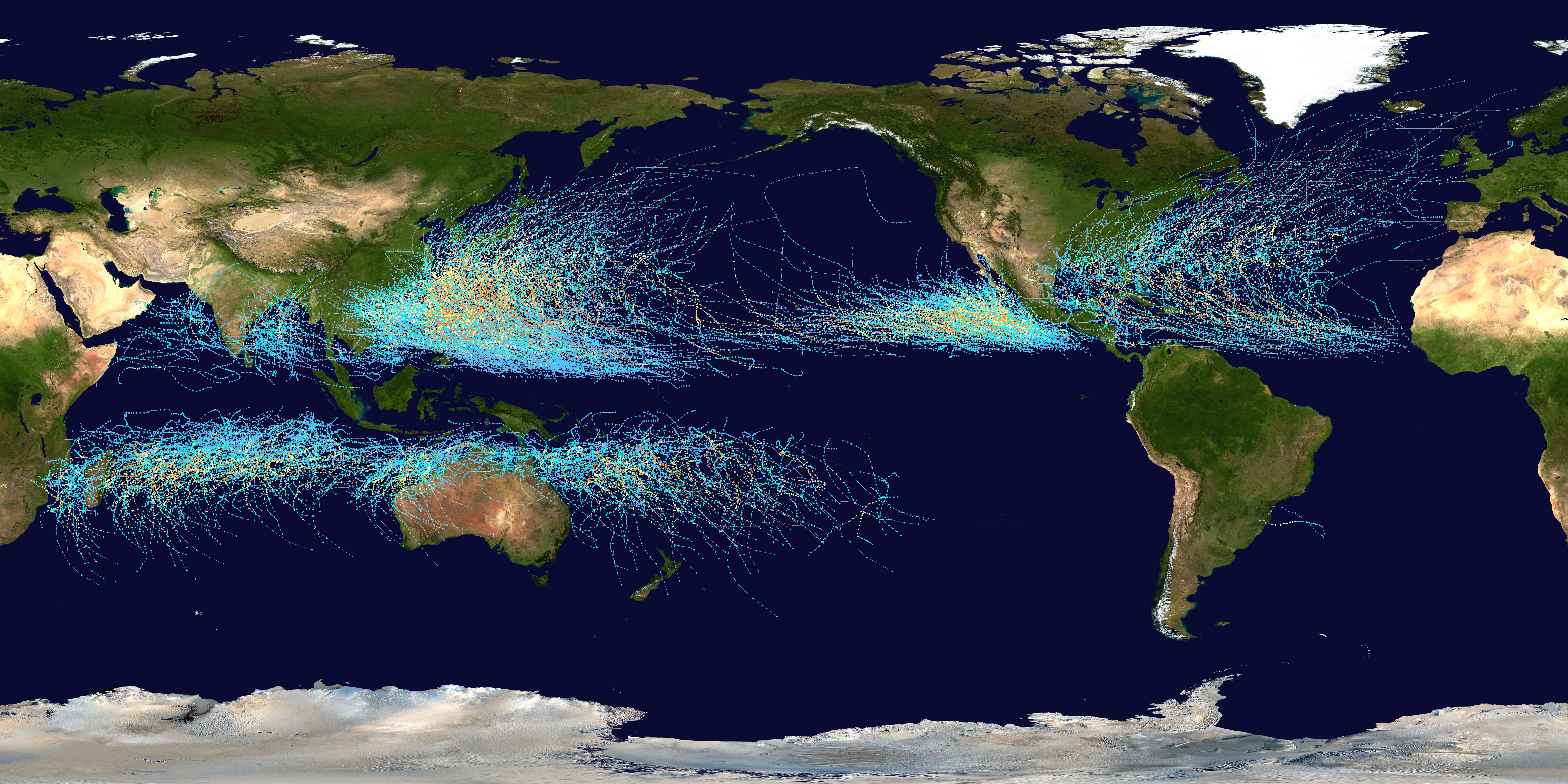
Mapa mundial de ciclones tropicales entre los años 1985 y 2005.

Hay siete regiones principales de formación de ciclones tropicales. Son el océano Atlántico, las zonas oriental, sur y occidental del océano Pacífico, así como el sudoeste, norte y sureste del océano Índico. A nivel mundial, cada año se forman una media de 80 ciclones tropicales.
| Zonas y Pronosticadores | Zonas y Pronosticadores |
| Región                  | Centros Meteorológicos Regionales Especializados |
| ----------------------- | --- |
| Atlántico Norte         | Centro Nacional de Huracanes (NHC) |
| Pacífico Noreste        | Centro Nacional de Huracanes y Centro de Huracanes del Pacífico Central                                                                             |
| Pacífico Noroeste       | Agencia Meteorológica de Japón Administración de Servicios Atmosféricos, Geofísicos y Astronómicos de Filipinas (también conocido como PAGASA)      |
| Índico Norte            | Departamento Meteorológico Indio |
| Pacífico Suroeste       | Servicio Meteorológico de Fiyi, Servicio Meteorológico de Nueva Zelanda, Servicio Nacional del Tiempo de Papúa Nueva Guinea y Bureau of Meteorology |
| Índico Sureste          | Bureau of Meteorology y Badan Meteorologi dan Geofisika                                                                                             |
| Índico Suroeste         | Météo-France |

- Océano Atlántico Norte. Se trata de la región más estudiada de todas. Incluye el océano Atlántico, el mar Caribe y el golfo de México.[38] La formación de ciclones tropicales varía ampliamente de un año a otro, oscilando entre veinte y una por año, con una media de diez (2020 batió el récord al registrar un total 31 y 2005, con un total de 28).[36] La costa atlántica de Estados Unidos, México, América Central, las islas caribeñas y Bermudas se ven afectadas frecuentemente por estos fenómenos. Colombia, Venezuela, el sureste de Canadá y las islas «Macaronesias» también se ven afectadas ocasionalmente. La mayoría de las tormentas atlánticas más intensas son huracanes del tipo Cabo Verde, que se forman en la costa occidental de África, cerca de las islas de Cabo Verde.
- Océano Pacífico Noreste. Es la segunda región más activa del mundo y la más densa (mayor número de tormentas en una menor región del océano). Las tormentas que se forman aquí pueden afectar al oeste de México, Hawái, al norte de América Central y, en ocasiones extremadamente raras, la costa oeste estadounidense.

Animación de radio NOAA del huracán Patricia con animación infrarroja. Muestra el acercamiento hacia México en la mañana del 23 de octubre.

- Océano Pacífico Noroeste. La actividad tropical en esta región afecta frecuentemente a China, Japón, Filipinas y Taiwán, pero también a otros países en el sudeste asiático como Vietnam, Corea del Sur e Indonesia, además de numerosas islas de Oceanía. Es, con diferencia, la región más activa, convirtiéndose en la tercera de todas las de actividad de ciclones tropicales del mundo. La costa de la República Popular China presencia la mayor cantidad de entradas en tierra de ciclones en el mundo.[39]
- Océano Índico Norte. Esta región se divide en dos áreas, la bahía de Bengala y el mar Arábigo, habiendo en la primera de ellas de cinco a seis veces más actividad. La temporada de esta región tiene dos puntos interesantes; uno en abril y mayo, antes del comienzo del monzón, y otro en octubre y noviembre, justo después. Los huracanes que se forman en esta región han sido históricamente los que más vidas se han cobrado —el más terrible, el ciclón Bhola de 1970, acabó con la vida de 200 000 personas—. Los países afectados en esta región incluyen a India, Bangladés, Sri Lanka, Tailandia, Birmania y Pakistán. En raras ocasiones, un ciclón tropical formado en esta región puede afectar también a la península arábiga.
- Océano Pacífico Suroeste. La actividad tropical en esta región afecta mayoritariamente a Australia y el resto de Oceanía.
- Océano Índico Sudeste. La actividad tropical en esta región afecta a Australia e Indonesia.
- Océano Índico Suroeste. Esta región es la menos documentada debido a la ausencia de datos históricos. Los ciclones que se forman aquí afectan a Madagascar, Mozambique, Reunión, Isla Mauricio y Kenia.

### Áreas de formación atípicas

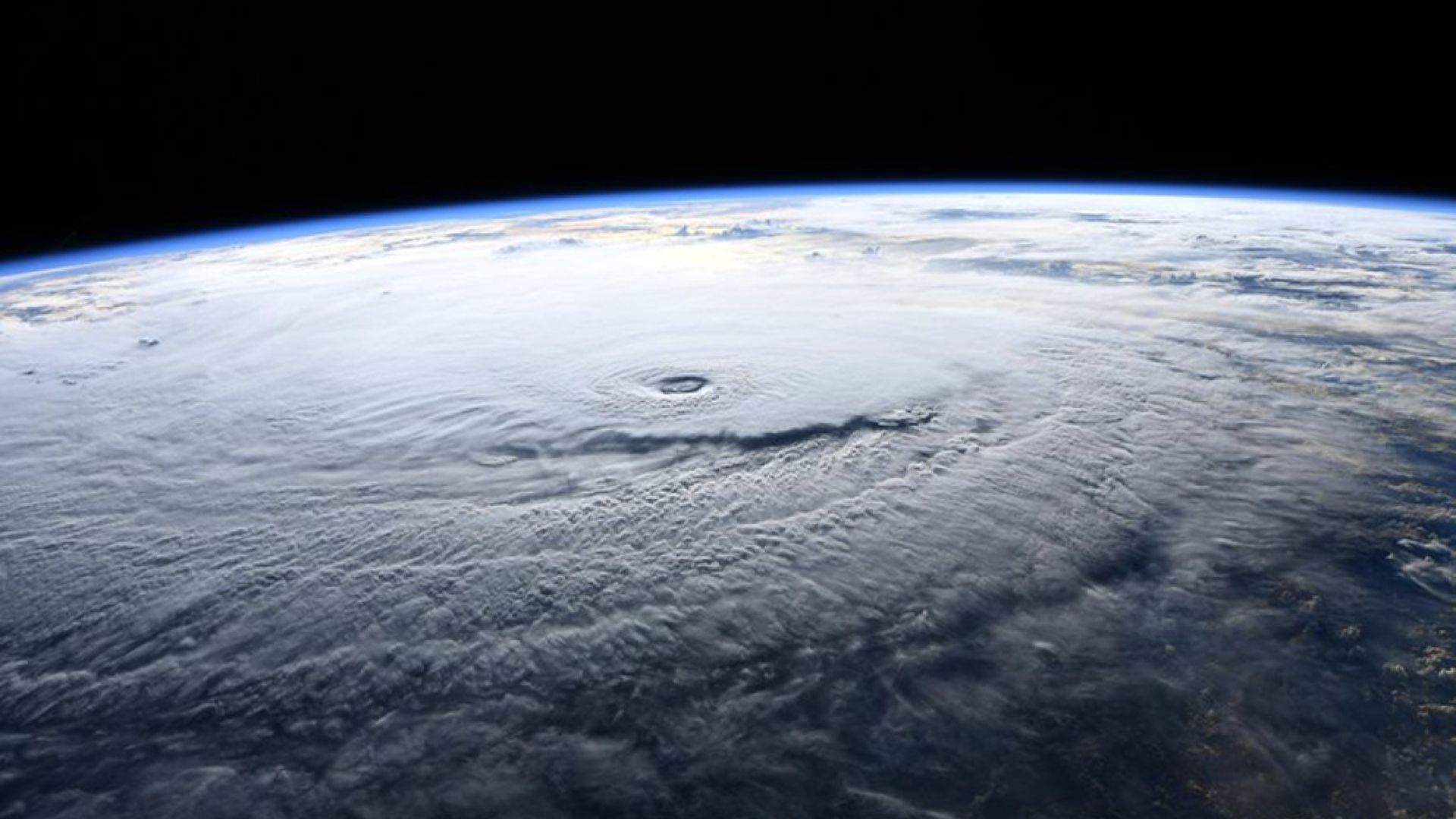
Vista desde el espacio, el huracán Lane el 22 de agosto de 2018 a las 15:00 UTC.

Las siguientes áreas producen ciclones tropicales ocasionalmente.
- Océano Atlántico Sur. Una combinación de aguas más frías y cizalladura vertical hacen muy difícil para el Atlántico Sur registrar actividad tropical. Sin embargo, se han observado tres ciclones tropicales en esta región. Fueron una débil tormenta tropical en 1991 cerca de la costa de África; el ciclón Catarina (conocido también como Aldonça), que hizo entrada en tierra en Brasil 2004, con fuerza de categoría 1; y una tormenta más pequeña, en enero de 2004, al este de Salvador de Bahía, Brasil, que se cree que alcanzó intensidad de tormenta tropical con base en los vientos registrados.
- Pacífico Norte Central. La cizalladura en esta área del océano Pacífico limita severamente el desarrollo tropical, por lo que no se conocen formaciones de tormentas desde 2002. Sin embargo, esta región es frecuentada comúnmente por los ciclones tropicales que se forman en el ambiente mucho más favorable de la región del Pacífico Nordeste.
- Pacífico Sudeste. Las formaciones tropicales en esta región son bastante raras; cuando se forman, frecuentemente están enlazadas a episodios de El Niño. Muchas de las tormentas que entran en esta región se han formado en el lejano oeste, en la zona del Pacífico Suroeste. Afectan a las islas de Polinesia en casos excepcionales.
- Mar Mediterráneo. A veces se forman tormentas con estructuras similares a las de los ciclones tropicales. Algunos ejemplos de estos «ciclones tropicales mediterráneos» se formaron en septiembre de 1947, septiembre de 1969, enero de 1982, septiembre de 1983 y enero de 1995. Sin embargo, hay cierto debate sobre si la naturaleza de estas tormentas fue realmente tropical.[37]
- Subtrópicos templados. Las áreas más allá de los treinta grados del ecuador normalmente no son conductivas para la formación o fortalecimiento de ciclones tropicales. El factor limitante primario es la temperatura del agua, aunque una mayor cizalladura vertical también es otro de los factores. Estas zonas en ocasiones son frecuentadas por ciclones moviéndose desde latitudes tropicales. En raras ocasiones, como 1988[40] y 1975[41] pueden formarse o fortalecerse en esta región.
- Bajas latitudes. El área entre los paralelos 10° N y 10° S no experimentan una presencia significativa del efecto Coriolis, un ingrediente vital para un ciclón tropical. Sin embargo, en diciembre de 2001, el tifón Vamei se formó al sudeste del mar de la China Meridional e hizo entrada en tierra en Malasia. Tuvo origen en una formación tormentosa en Borneo, que se movió hacia el mar de la China Meridional.[42]
- Los Grandes Lagos. Un sistema tormentoso que parecía similar a un huracán se formó en 1996, en el lago Hurón. Formó una estructura con el ojo típico en su centro.

## Formación

Esta imagen TRMM muestra la altura de las columnas de lluvia en el huracán Irene. Las torres más altas —la mayor alcanza los 17 km— producen las lluvias más intensas, mostradas en rojo. Cuanto más alto sube el vapor de agua antes de enfriarse, más intensa tiende a ser la tormenta, ya que estas torres son como pistones que convierten la energía del vapor de agua en un poderoso motor de producción de lluvia y viento; además, estas torres pueden ser indicativas de un fortalecimiento futuro.

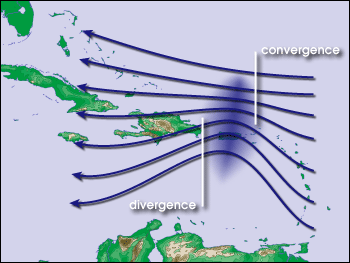
Ondas en los vientos del océano Atlántico —las áreas de vientos convergentes se mueven a lo largo del mismo camino que el viento prevalente—, creando inestabilidades en la atmósfera que pueden llevar a la formación de huracanes.

La formación de ciclones tropicales es el tema de muchas investigaciones y todavía no se entiende perfectamente. Seis factores generales son necesarios para hacer posible la formación de ciclones tropicales, aunque ocasionalmente pueden desafiar a estos requisitos:
1. Temperatura del agua de al menos 26.5 °C[43] hasta una profundidad de al menos 50 m. Las aguas a esta temperatura provocan que la atmósfera sea lo suficientemente inestable como para sostener convección y tormentas eléctricas.[44]
2. Enfriamiento rápido con la altura. Esto permite la expulsión de calor latente, que es la fuente de energía en un ciclón tropical.[43]
3. Alta humedad, especialmente en las alturas baja a media de la troposfera. Cuando hay mucha humedad en la atmósfera, las condiciones son más favorables para que se desarrollen perturbaciones.[43]
4. Baja cizalladura vertical. Cuando la cizalladura vertical es alta, la convección del ciclón o perturbación se rompe, deshaciendo el sistema.[43]
5. La distancia al ecuador terrestre. Permite que la fuerza de Coriolis desvíe los vientos hacia el centro de bajas presiones, causando una circulación. La distancia aproximada es 500 km o 10 grados.[43]
6. Un sistema de perturbación atmosférica preexistente. El sistema debe tener algún tipo de circulación como centro de bajas presiones.[43]

Solo ciertas perturbaciones atmosféricas pueden dar como resultando un ciclón tropical. Estas incluyen:
1. Ondas tropicales u ondas de vientos del este, que, como se mencionaba anteriormente, son áreas de vientos convergentes con movimiento oeste. Frecuentemente ayudan al desarrollo de tormentas eléctricas que pueden desarrollarse a ciclones tropicales. Muchos de los ciclones tropicales se forman de estas. Un fenómeno similar a las ondas tropicales son las líneas de distorsión de África Oriental, que son líneas convectivas que se producen sobre África y se mueven al Atlántico.
2. Canales troposféricos superiores, que son núcleos fríos de vientos en capas altas. Un ciclón de núcleo cálido puede aparecer cuando uno de estos canales (en ocasiones) desciende a los niveles bajos y produce convección profunda.
3. Los límites frontales que caen pueden ocasionalmente «atascarse» sobre aguas cálidas y producir líneas de convección activa. Si una circulación de bajo nivel se forma bajo esta convección, puede desarrollarse un ciclón tropical.

### Lugares de formación

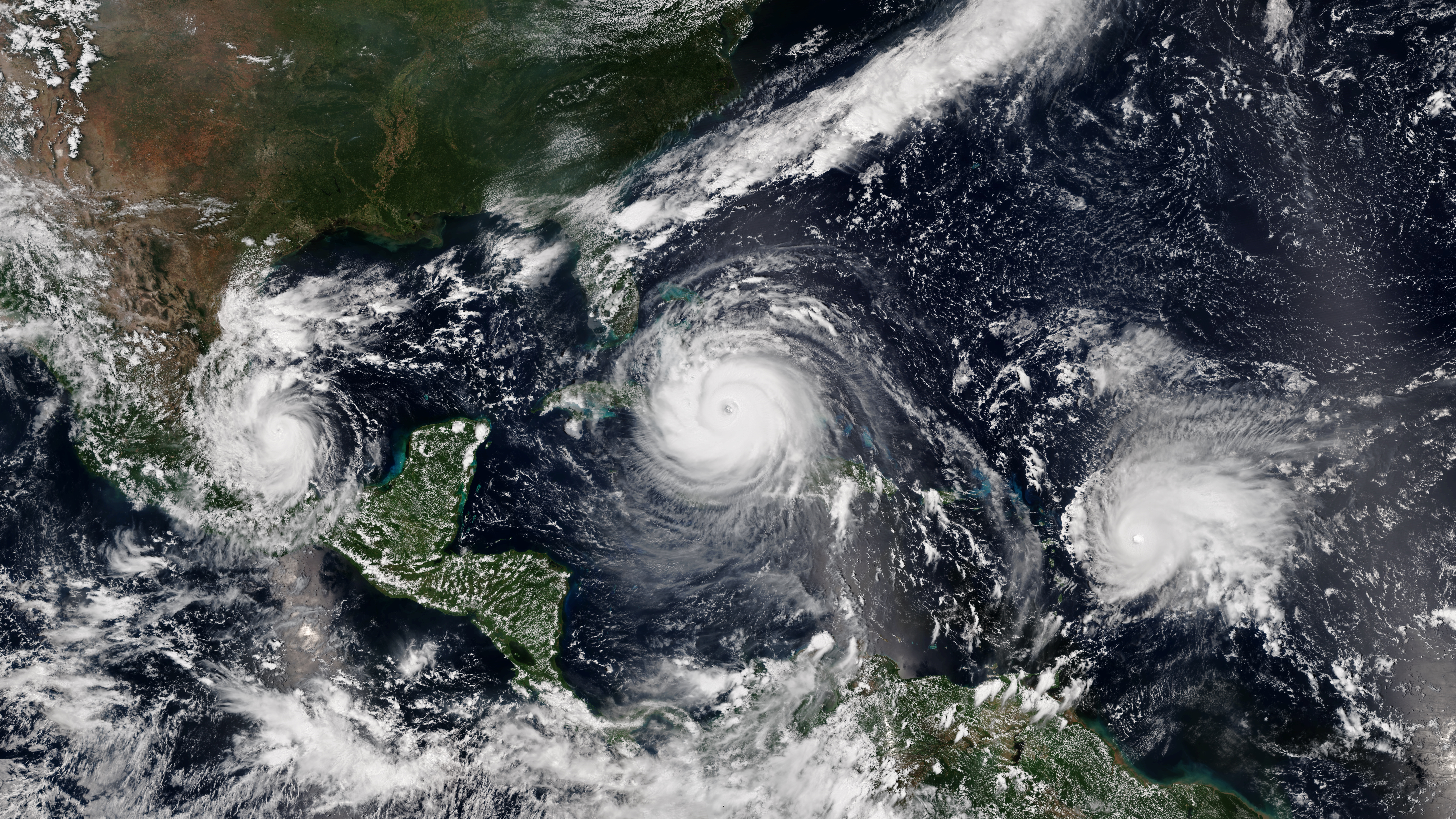
Imagen satelital del huracán Katia (izquierda) tocando tierra sobre el estado mexicano de Veracruz, el huracán Irma (centro) acercándose a Cuba y el huracán José alcanzando su intensidad máxima el 8 de septiembre de 2017 (imagen de muy alta definición).

La mayoría de los ciclones tropicales se forman en una zona de actividad tormentosa llamada Discontinuidad Intertropical (ITF por su nombre en inglés), Zona de Convergencia Intertropical (ITCZ) o zona de bajas presiones del monzón. Otra fuente importante de inestabilidad atmosférica son las ondas tropicales, que causan sobre el 85 % de los ciclones tropicales intensos en el océano Atlántico, y la mayoría en la región del Pacífico este.
La mayoría de los ciclones tropicales se forman a una latitud entre 10° y 30° del ecuador, y un 87 % de los mismos se forman a menos de 20º de latitud, norte o sur. Debido a que el efecto Coriolis inicia y mantiene la rotación de los ciclones, estos raras veces se forman o se mueven hasta los 5º de latitud, donde el efecto Coriolis es muy débil. Sin embargo, es posible que se formen ciclones en esta región si hay otra fuente inicial de rotación; estas condiciones son extremadamente raras y se cree que tales tormentas se forman como mucho una vez cada siglo. Ejemplos de ciclones o tormentas tropicales en estas latitudes son la formación de la tormenta tropical Vamei en 2001 o el ciclón Agni en 2004.

### Época de formación
A nivel mundial, los picos de actividad ciclónica tienen lugar hacia finales de verano, cuando la temperatura del agua es mayor. Sin embargo, cada región particular tiene su propio patrón de temporada. En una escala mundial, mayo es el mes menos activo, mientras que el más activo es septiembre.
En el Atlántico Norte, la temporada es diferente, teniendo lugar desde el 1 de junio al 30 de noviembre, alcanzando su mayor intensidad a finales de agosto y en septiembre. Estadísticamente, el pico de actividad de la temporada de huracanes en el Atlántico es el 10 de septiembre. El nordeste del océano Pacífico tiene un período de actividad más amplio, pero en un margen de tiempo similar al del Atlántico. El noroeste del Pacífico tiene ciclones tropicales durante todo el año, con un mínimo en febrero y marzo y un máximo de actividad a principios de septiembre. En la región del norte del Índico, las tormentas son más comunes desde abril a diciembre, con picos de intensidad en mayo y noviembre.
En el hemisferio sur, la actividad de ciclones tropicales comienza a finales de octubre y termina en mayo. El pico de actividad se registra desde mediados de febrero a principios de marzo.
| Duración de las temporadas y promedio de ciclones en cada región | Duración de las temporadas y promedio de ciclones en cada región | Duración de las temporadas y promedio de ciclones en cada región | Duración de las temporadas y promedio de ciclones en cada región | Duración de las temporadas y promedio de ciclones en cada región | Duración de las temporadas y promedio de ciclones en cada región |
| Región                                                           | Inicio de la temporada                                           | Fin de la temporada                                              | Tormentas tropicales (>34 nudos)                                 | Ciclones tropicales (>63 nudos)                                  | Ciclones tropicales de categoría 3+ (>95 nudos)                  |
| ---------------------------------------------------------------- | ---------------------------------------------------------------- | ---------------------------------------------------------------- | ---------------------------------------------------------------- | ---------------------------------------------------------------- | ---------------------------------------------------------------- |
| Pacífico noroeste                                                | Abril                                                            | Enero                                                            | 26.7                                                             | 16.9                                                             | 8.5                                                              |
| Índico sur                                                       | Octubre                                                          | Mayo                                                             | 20.6                                                             | 10.3                                                             | 4.3                                                              |
| Pacífico noreste                                                 | Mayo                                                             | Noviembre                                                        | 16.3                                                             | 9.0                                                              | 4.1                                                              |
| Atlántico norte                                                  | Junio                                                            | Noviembre                                                        | 10.6                                                             | 5.9                                                              | 2.0                                                              |
| Pacífico suroeste - Australia                                    | Octubre                                                          | Mayo                                                             | 10.6                                                             | 4.8                                                              | 1.9                                                              |
| Índico norte                                                     | Abril                                                            | Diciembre                                                        | 5.4                                                              | 2.2                                                              | 0.4                                                              |

## Movimiento y recorrido

### Vientos de gran escala
Aunque los ciclones tropicales son grandes sistemas que generan una cantidad enorme de energía, su movimiento sobre la superficie se compara frecuentemente con el de las hojas arrastradas por una racha de viento. Es decir, los vientos de gran escala —las rachas en la atmósfera de la Tierra— son responsables del movimiento y manejo de los ciclones tropicales. La trayectoria del movimiento suele conocerse como ruta del ciclón tropical.
La mayor fuerza que afecta al recorrido de los sistemas tropicales en todas las áreas son los vientos que circulan en las zonas de alta presión. En el Atlántico Norte, los sistemas tropicales son llevados generalmente hacia el oeste, por los vientos que soplan de este a oeste al sur de las Bermudas, por la presencia de un área de alta presión persistente. También, en la región del Atlántico Norte donde se forman los huracanes, los vientos alisios, que son corrientes de viento principalmente con dirección oeste, llevan a las ondas tropicales (precursores de depresiones y ciclones tropicales) en esa dirección, desde la costa africana hacia el Caribe y Norteamérica.
Además, cuando alcanzan cierta latitud, se encuentran ya sea con la  corriente en chorro subtropical, o la  corriente en chorro polar, comúnmente suele ser la subtropical. Cuando se encuentra con estas, los vientos de oeste a este provocan viento cortante en el huracán, ciertamente desviando su trayectoria hacia el este  y esto provoca que, entre más fuerte sea la corriente en el momento, más desvíe a la circulación, además, depende de la capacidad del ciclón para resistir viento cortante,pudiéndolo dejar con una trayectoria sin depender mucho de la Circulación General Atmosférica, provocando trayectorias híbridas. Normalmente el punto en el que los huracanes se desvían totalmente hacia el este en el atlántico es cuando se encuentran con la corriente en chorro polar (que es más fuerte que la subtropical por la menor altitud), provocando una desviación hacia Europa o Groenlandia.

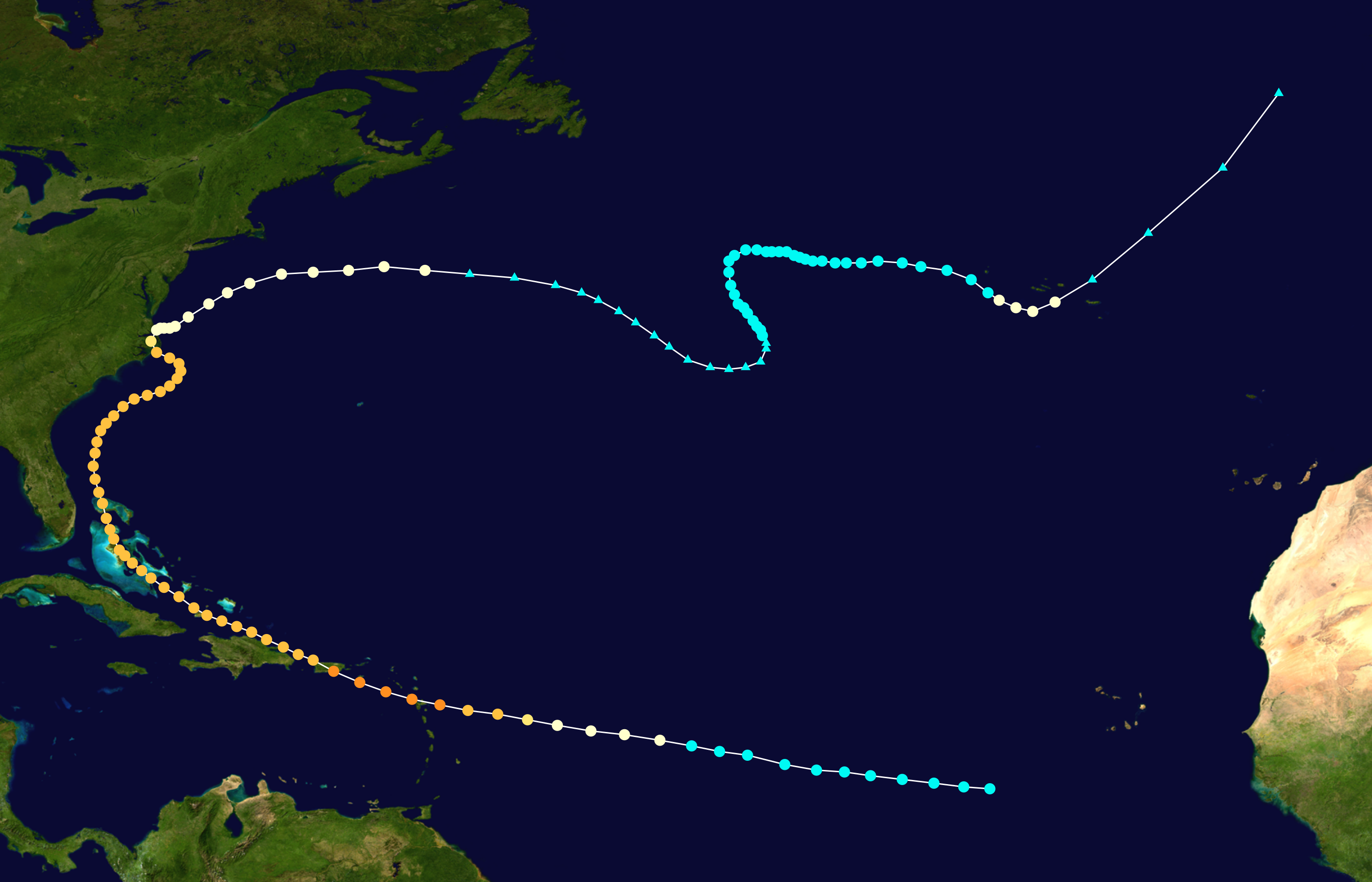
Ciclón con trayectoria desviada al este.

### Efecto Coriolis

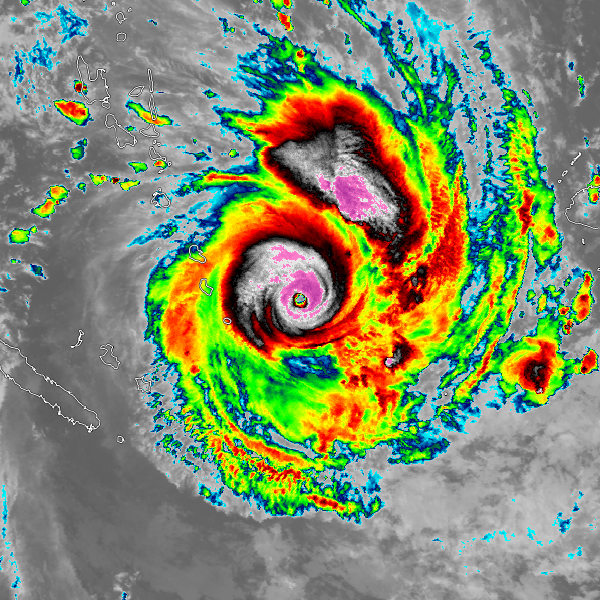
Imagen infrarroja del ciclón Winston cerca del pico de intensidad, mostrando rotación en el sentido de las agujas del reloj debida al efecto Coriolis.

La rotación de la Tierra también proporciona cierta aceleración (definida como Aceleración de Coriolis o efecto Coriolis). Esta aceleración provoca que los sistemas ciclónicos giren hacia los polos en ausencia de una corriente fuerte de giro (por ejemplo, en el norte, la parte al norte del ciclón tiene vientos al oeste y la fuerza de Coriolis los empuja ligeramente en esa dirección. Así, los ciclones tropicales en el hemisferio norte, que habitualmente se mueven al oeste en sus inicios, giran al norte (y normalmente después son empujados al este), y los ciclones del hemisferio sur son desviados en esa dirección si no hay un sistema de fuertes presiones contrarrestando la aceleración de Coriolis. 
Esta aceleración también inicia la rotación ciclónica, pero no es la fuerza conductora que hace que aumente su velocidad. Estas velocidades se deben a la conservación del momento angular —el aire se capta en un área mucho más grande que el ciclón, por lo que la pequeña velocidad de rotación (originalmente proporcionada por la aceleración de Coriolis) aumenta rápidamente a medida que el aire entra en el centro de bajas presiones—.

### Interacción con sistemas de alta y baja presión
Finalmente, cuando un ciclón tropical se mueve en latitudes más altas, su recorrido general alrededor de un área de altas presiones puede desviarse significativamente por los vientos que se mueven en dirección a la zona de bajas presiones. Dicho cambio de dirección es conocido como recurva. Un huracán moviéndose desde el Atlántico hacia el golfo de México, por ejemplo, recurvará al norte, y después al nordeste si encuentra vientos soplando en dirección nordeste hacia un sistema de bajas presiones sobre Norteamérica. Muchos ciclones tropicales a lo largo de la costa este de Norteamérica y en el golfo de México son llevados finalmente hacia el nordeste por las áreas de bajas presiones que se mueven sobre la misma.

### Predicción

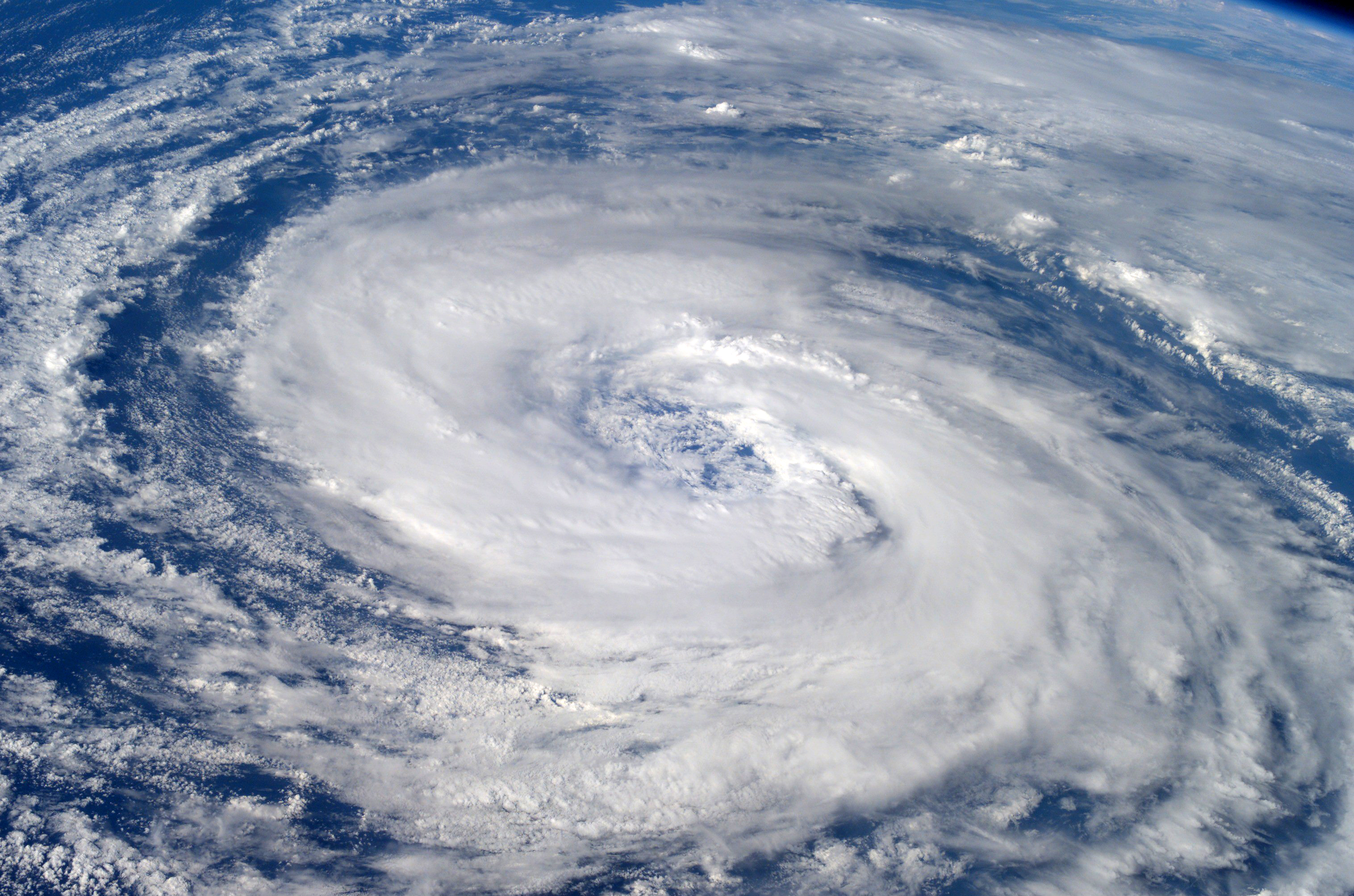
El huracán Epsilon se fortaleció y organizó en el océano Atlántico Norte Central desafiando condiciones altamente desfavorables. Este inusual sistema desafió casi todos los pronósticos del NHC y demostró las dificultades existentes en la predicción de ciclones tropicales.

Con su conocimiento sobre las fuerzas que actúan en los ciclones tropicales y una gran cantidad de datos de satélites geosíncronos y otros sensores, los científicos han aumentado la fidelidad de las predicciones durante las décadas recientes, los ordenadores de alta capacidad de proceso y sofisticados programas de simulación permiten a los pronosticadores producir modelos numéricos que predicen los posibles recorridos de un ciclón tropical basándose en la posición futura y fuerza de los sistemas de altas y bajas presiones. Pero, aunque los pronósticos son cada vez más exactos desde hace 20 años, los científicos aseguran que tienen muchos menos medios para predecir la intensidad. Lo atribuyen a la ausencia de mejoras en la predicción de intensidad debido a la complejidad de estos sistemas y a un entendimiento incompleto de los factores que afectan a su desarrollo.

### Entrada en tierra
Oficialmente, la «entrada en tierra» se produce cuando el centro de una tormenta (el centro del ojo, no su extremo), alcanza tierra. Naturalmente, las condiciones de tormenta pueden sentirse en la costa y en el interior mucho antes de la llegada. En realidad, para una tormenta moviéndose hacia el interior, las áreas de entrada en tierra experimentan la mitad de la misma antes de la llegada del centro del ojo. Para situaciones de emergencia, las acciones deberían programarse en relación con cuándo llegarán las rachas de viento más fuertes y no en relación con cuándo se produce la entrada.

### Disipación
Un ciclón tropical puede dejar de tener características tropicales de varias maneras:
- Al internarse en tierra, quedándose así sin el agua cálida que necesita para retroalimentarse, rápidamente pierde fuerza. Muchas tormentas pierden su fuerza rápidamente después de entrar en tierra y se convierten en áreas desorganizadas de baja presión en un día o dos. Hay, sin embargo, una oportunidad de regeneración si vuelven a entrar en aguas abiertas. Si una tormenta se sitúa sobre las montañas incluso por un breve espacio de tiempo, puede perder velozmente su estructura. Sin embargo, muchas pérdidas durante las tormentas ocurren en terreno montañoso, ya que el ciclón moribundo descarga lluvias torrenciales que pueden conducir a graves inundaciones y avalanchas de barro.
- Al permanecer durante mucho tiempo en la misma zona del océano, extrayendo calor de la superficie hasta que está demasiado frío para seguir alimentando a la tormenta. Sin una superficie cálida de agua, la tormenta no puede sobrevivir.
- Con una cizalladura vertical, causando que la convección pierda su dirección y el motor de calor se rompa.
- Puede disiparse por ser lo suficientemente débil como para ser consumido por otra área de bajas presiones, rompiéndolo y uniéndose a la misma para formar una gran área de tormentas no ciclónicas (que, sin embargo, pueden fortalecerse significativamente).
- Al entrar en aguas más frías. Esto no significa necesariamente la muerte de la tormenta, pero perdería sus características tropicales. Estas tormentas son ciclones extratropicales.
- Al formarse forma una pared del ojo exterior (normalmente a 80 kilómetros del centro de la tormenta), estrangulando la convección hacia la pared interior. Este debilitamiento es normalmente temporal salvo que se reúna con alguna otra condición anteriormente expuesta.

Incluso después de que se diga que un ciclón tropical es extratropical o se ha disipado, puede tener todavía viento con una fuerza de tormenta tropical (u ocasionalmente fuerza de huracán) y descargar abundante lluvia. Cuando un ciclón tropical alcanza latitudes más altas o pasa sobre tierra puede unirse con un frente frío o desarrollarse a ciclón frontal, llamado también ciclón extratropical. En el océano Atlántico, estos ciclones pueden ser violentos e incluso conservar fuerza de huracán cuando alcanzan Europa como Tormentas de Viento Europeas.

### Disipación artificial
En las décadas de 1960 y 1970, el gobierno de Estados Unidos intentó debilitar huracanes con su Proyecto Stormfury por medio del sembrado de tormentas seleccionadas con yoduro de plata. Se pensaba que el sembrado causaría que el agua superenfriada en las bandas de lluvia exteriores se congelasen, causando el colapso de la pared interior del ojo y, así, reducir los vientos. Los vientos del huracán Debbie redujeron su fuerza un 30 por ciento, pero recuperaron su fuerza después de los dos intentos. En un episodio anterior, el desastre golpeó cuando un huracán, al este de Jacksonville, Florida, fue sembrado, cambiando repentinamente su curso y golpeando en Savannah, Georgia. Dado que había mucha incertidumbre sobre el comportamiento de estas tormentas, el gobierno federal no aprobaría las operaciones de siembra a menos que los huracanes tuvieran menos del 10 por ciento de posibilidades de hacer entrada en tierra en 48 horas.
El proyecto fue cancelado después de que se descubriera que los ciclos de reemplazo del ojo ocurrían de forma natural en los huracanes fuertes, provocando dudas sobre los resultados de los experimentos anteriores. Hoy en día, se sabe que el yoduro de plata no tiene efecto porque la cantidad de agua fría en las bandas de lluvia de un ciclón tropical es demasiado baja.
A lo largo del tiempo se han sugerido otras aproximaciones, como enfriar el agua bajo un ciclón tropical remolcando icebergs a los océanos tropicales; tirando grandes cantidades de hielo en el ojo en las fases más tempranas, así el calor latente es absorbido por el hielo en la entrada (base del perímetro de la célula tormentosa) en vez de convertirse en energía cinética a grandes alturas; cubrir el océano con una sustancia que inhiba la evaporación; o golpeando el ciclón con armas nucleares (en esta última no se llevó a cabo porque la radiación sería esparcida rápidamente por el globo). Todas estas aproximaciones sufrieron el mismo problema: los ciclones tropicales son demasiado grandes para que cualquiera de ellas sea práctica.
Sin embargo, se ha sugerido que se puede cambiar el curso de una tormenta durante las primeras fases de su formación, tales como usando satélites para alterar las condiciones medioambientales, o, siendo más realistas, esparciendo una capa degradable de aceite sobre el océano que evitaría que el vapor de agua alimentase a la tormenta.

## Monitorización, observación y recorrido

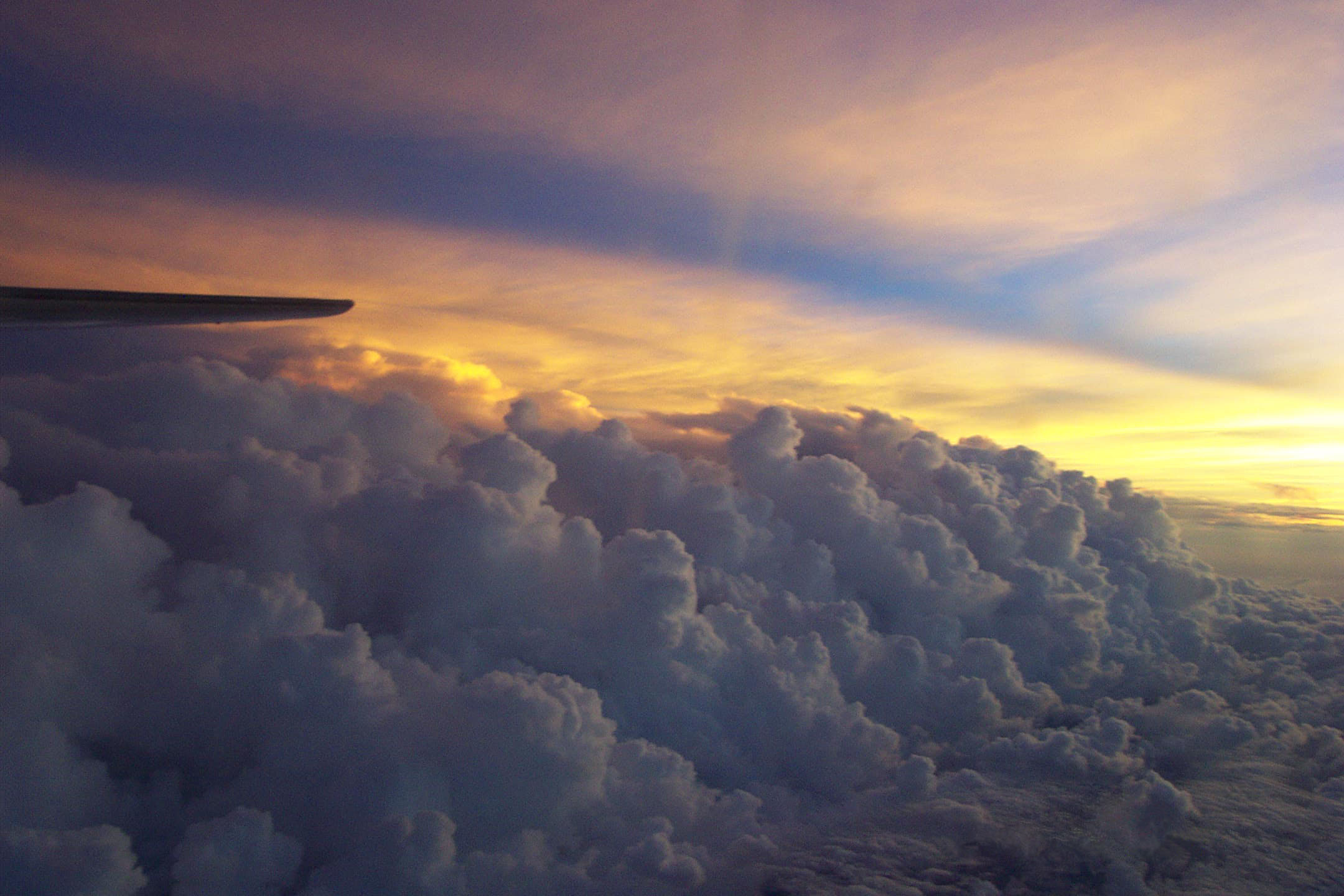
Vista de puesta del sol en las bandas de lluvia del Huracán Isidoro, fotografiado a 2220 metros de altura.

Los ciclones tropicales intensos son un desafío bastante particular para la observación. Al ser un peligroso fenómeno oceánico, las estaciones meteorológicas rara vez están disponibles en el lugar de la tormenta. Las observaciones a nivel de superficie solo se pueden realizar si la tormenta pasa sobre una isla o se sitúa en un área costera, o si, desafortunadamente, encuentra un barco en su camino. Incluso en estos casos, las mediciones en tiempo real solo son posibles en la periferia del ciclón, donde las condiciones son menos catastróficas.
Sin embargo, es posible tomar mediciones in situ, en tiempo real, enviando vuelos de reconocimiento especialmente equipados para introducirse en un ciclón. En la región atlántica, estos vuelos se realizan por medio de los Cazadores de huracanes del gobierno de Estados Unidos. Los aviones usados son el C-130 Hércules y el Orión WP-3D, ambos aviones de carga equipados con cuatro motores turbopropulsados. Estos aviones vuelan directamente en el ciclón y realizan mediciones directas y remotas. El avión también lanza sondas GPS en el ciclón. Miden temperatura, humedad, presión y especialmente, los vientos entre el nivel de vuelo y la superficie del océano.
En la observación de huracanes, ha comenzado una nueva era cuando una aerosonda pilotada remotamente fue lanzada al interior de la Tormenta Tropical Ophelia a su paso por la costa este de Virginia durante la temporada de huracanes en el Atlántico de 2005. Se ha convertido en una nueva forma de examinar tormentas en bajas latitudes, en las que los pilotos humanos raramente se atreven a internarse.
Los ciclones lejos de tierra son monitorizados por satélites meteorológicos que capturan imágenes visibles e infrarrojas desde el espacio, habitualmente en intervalos de quince a treinta minutos. Según se aproximan a tierra, pueden observarse desde superficie con un Radar Doppler. Los radares desempeñan un papel crucial alrededor de la entrada en tierra porque muestra la intensidad y ubicación de la tormenta minuto a minuto.
Recientemente, los investigadores académicos han comenzado a desplegar estaciones fortificadas para aguantar vientos huracanados. Los dos programas más grandes son el Programa de Monitorización de la Costa de Florida y el Wind Engineering Mobile Instrumented Tower Experiment. Durante la entrada en tierra, la División de investigación de huracanes de la NOAA compara y verifica los datos del avión de reconocimiento, incluyendo datos como la velocidad del viento en la altura de vuelo y de las sondas GPS, con los datos sobre velocidad de vientos transmitida en tiempo real desde las estaciones atmosféricas erigidas a lo largo de la costa (además de otros datos relevantes para la investigación). El Centro Nacional de Huracanes usa los datos para evaluar las condiciones de entrada en tierra y verificar predicciones.

### Clasificación
Los ciclones tropicales se clasifican de acuerdo a la fuerza de sus vientos, mediante la escala de huracanes de Saffir-Simpson. Basándose en esta escala, los huracanes Categoría 1 serían los más débiles y los Categoría 5 los más fuertes.
Para medir la intensidad del viento generalmente se usa la escala de Beaufort, basada principalmente en el estado del mar, de sus olas y la fuerza del viento.

## Nomenclatura de los ciclones tropicales
Las tormentas que alcanzan fuerza tropical reciben un nombre, para ayudar a la hora de formular demandas del seguro, ayudar a advertir a la gente de la llegada de una tormenta y además para indicar que se trata de fenómenos importantes que no deben ser ignorados. Estos nombres se toman de listas que varían de región a región y son renovadas cada pocos años. Las decisiones sobre dichas listas dependen de cada región, ya sea por comités de la Organización Meteorológica Mundial (a los que se llama normalmente para discutir muchos otros asuntos), o las oficinas meteorológicas involucradas en la predicción de tormentas.
Cada año, los nombres de tormentas que hayan sido especialmente destructivas (si ha habido alguna) son «retirados» y se eligen nuevos nombres para ocupar su lugar.

### Esquemas de nomenclatura
El IV Comité de Huracanes de la Asociación Regional de la OMM (Organización Meteorológica Mundial) selecciona los nombres para las tormentas de las regiones atlántica y Pacífico central y este.
En el Atlántico, y Pacífico Norte y Este, los nombres masculinos y femeninos se asignan alternativamente en orden alfabético durante la temporada en curso. El «género» de la primera tormenta del año también alterna cada año: la primera tormenta de un año impar recibe nombre femenino, mientras que la primera de un año par, masculino. Se preparan con antelación seis listas de nombres y cada una se utiliza cada seis años. En el Atlántico se omiten las letras Q, U, X, Y y Z; en el Pacífico solamente se omiten Q y U, así el formato se acomoda a 21 o 24 tormentas «nombradas» en una temporada de huracanes. Los nombres de las tormentas pueden ser retirados tras la petición de los países afectados si han causado daños extensivos. Los países afectados deciden entonces un nombre de reemplazo del mismo género, y si es posible, de la misma etnia que el nombre que se retira.
Si hay más de 21 tormentas con nombre en la temporada atlántica, o más de 24 en la temporada del Pacífico Este, el resto de tormentas son nombradas usando las letras del alfabeto griego: la vigésimo segunda tormenta es llamada «Alfa», la vigésimo tercera, «Beta», y así sucesivamente. Fue necesario durante la temporada de 2005 y la temporada de 2020 cuando en ambas ocasiones, la lista se agotó. No hay precedente para una tormenta nombrada con una letra griega haya causado daño suficiente como para justificar su retirada, por lo que se desconoce cómo se manejará esta situación, con, por ejemplo, el huracán Beta.
En la región del Pacífico Norte Central, los listados son mantenidos por el Centro de Huracanes del Pacífico Central en Honolulu. Se eligen cuatro listas de nombres en hawaiano y se usan de forma secuencial sin importar el año.
En el Pacífico Noroeste, las listas de nombres son mantenidas por el Comité de Tifones de la WMO. Se usan cinco listas de nombres, en la que cada una de las 14 naciones participantes aporta dos nombres a cada lista. Los nombres se usan según el orden de los países en inglés, secuencialmente, sin importar el año. Desde 1981, el sistema de numeración ha sido el sistema primario para identificar ciclones tropicales entre los miembros del Comité y todavía está en uso. Los números internacionales son asignados por la Agencia Meteorológica de Japón en el orden que se forma una tormenta tropical, mientras que también pueden asignarse otros números diferentes dependiendo de cada comité regional. El tifón Songda de septiembre de 2004, fue denominado internamente con el número 18 en Japón, y, sin embargo, en China fue con el 19. Internacionalmente, está registrado como el TY Sonda (0418), siendo «04» los dos últimos dígitos del año.
La Oficina de Meteorología Australiana mantiene tres listas de nombres, una para cada región (Oeste, Norte y Este). También existen listas para las regiones de Fiyi y Papúa Nueva Guinea.
El servicio meteorológico de las islas Seychelles mantiene una lista para el océano Índico Sudoeste. Allí, se usa una lista nueva cada año.

### Historia de la nomenclatura de ciclones tropicales
Durante varios cientos de años antes de la llegada de los europeos a las Indias, los huracanes eran nombrados según la festividad que se celebraba el día después en el que la tormenta golpeaba la región.
La práctica de dar nombres de personas fue introducida por Clement Lindley Wragge, un meteorólogo australiano a finales del siglo XIX. Usaba nombres de chicas, los nombres de los políticos que le habían ofendido o atacado, y nombre de la historia y la mitología.
Durante la Segunda Guerra Mundial, los ciclones tropicales solo recibían nombres femeninos, principalmente para ayudar a los pronosticadores, y en cierto modo, de una manera ad hoc. Adicionalmente, la novela escrita en 1941 por George R. Stewart Storm ayudó a popularizar el concepto de dar nombres a los ciclones tropicales.
De 1950 a 1953, se usaron nombres del Alfabeto fonético aeronáutico. La convención moderna apareció como respuesta a la necesidad de realizar comunicaciones que no fuesen ambiguas entre barcos y aviones. Al aumentar el tráfico de transportes y las observaciones meteorológicas mejorar en número y calidad, varios tifones, huracanes o ciclones podían ser monitorizados al mismo tiempo. Para ayudar en su identificación, a principios de 1953 la práctica de nombrar sistemáticamente tormentas tropicales y huracanes fue iniciada por el Centro Nacional de Huracanes de Estados Unidos. Las nomenclaturas ahora son mantenidas por la Organización Meteorológica Mundial.
Para seguir con la costumbre del idioma inglés de referirse a objetos inanimados como bote, trenes, etc., usando el pronombre femenino «ella», los nombres usados eran exclusivamente femeninos. La primera tormenta del año era asignada con la letra «A», la segunda con la letra «B», etc. Sin embargo, dado que las tormentas tropicales y los huracanes son básicamente destructivos, algunas personas consideraron esta práctica como sexista. La Organización Meteorológica Mundial respondió a estas preocupaciones en 1979 con la introducción de nombres masculinos en la nomenclatura. También ese mismo año se inició la práctica de preparar listas de nombres antes del inicio de la temporada. Los nombres son usualmente de origen inglés, francés o español en la región atlántica, dado que estos tres idiomas son los predominantes en la región donde las tormentas se forman habitualmente. En el hemisferio sur, los nombres masculinos hicieron su entrada en 1975.

### Renombramiento de los ciclones tropicales
En muchos casos, un ciclón tropical retiene su nombre durante toda su vida. Sin embargo, puede ser renombrado en varias ocasiones.
- Cuando una tormenta tropical entra al océano Índico Sudoeste desde el este. En el océano Índico Sudoeste, Météo-France da en Reunión un nombre a la tormenta tropical una vez que haya superado los 90° E desde el este, incluso, aunque ya haya sido nombrada. En este caso, el Centro de Alertas sobre tifones (JTWC) pondrá dos nombres juntos separados por un guion. Algunos ejemplos incluyen al Ciclón Adeline-Juliet a principios de 2005 y Ciclón Bertie-Alvin a finales del mismo año.
- Cuando una tormenta tropical cruzaba desde el Atlántico al Pacífico, o viceversa, antes de 2001.
  - Era la norma del Centro Nacional de Huracanes (NHC) el renombrar una tormenta tropical que cruzase desde el Atlántico al Pacífico, o viceversa. Los ejemplos incluyen al huracán Cesar-Douglas en 1996 y el huracán Joan-Miriam en 1988.[66]
  - En 2001, cuando Iris llegó a América Central, el NHC mencionó que retendría su nombre si se regeneraba en el Pacífico. Sin embargo, la depresión tropical desarrollada de los restos de Iris fue llamada Quince-E. Posteriormente, la depresión se convirtió en la Tormenta Tropical Manuel. El NHC explicó que Iris se había disipado como ciclón tropical antes de entrar en la región este del Pacífico Norte.[67]
  - En 2003, cuando Larry llegó a México, el NHC intentó clarificar el asunto: «Si Larry permanece como ciclón tropical durante su paso sobre México, retendrá su nombre. Sin embargo, se le dará un nuevo nombre si la circulación en superficie se disipa y se regenera en el Pacífico».[68]
  - Cuando un ciclón cruza del Atlántico al Pacífico y viceversa, aún conserva su nombre. Un ejemplo es el huracán Bonnie (temporada de huracanes del Atlántico 2022) que permaneció como tormenta tropical en el Caribe y al cruzar al Pacífico se convirtió en huracán Categoría 3.
  - Cuando los restos de un ciclón tropical se desarrollan de nuevo, el sistema regenerado será tratado como un nuevo ciclón tropical si hay incertidumbre de continuación, incluso, aunque el sistema original pueda contribuir a la formación del nuevo sistema. Algunos ejemplos son la Depresión Tropical 10-Depresión Tropical 12 (que se convirtió en el huracán Katrina) de 2005 y los remanentes del huracán Agatha, (que se convirtió en la tormenta tropical Alex) de 2022.
- Errores humanos:
  - A veces puede haber errores humanos que conduzcan al renombramiento de un ciclón tropical. Esto es más probable si el sistema está pobremente organizado o si pasa del área de responsabilidad de un pronosticador a otro. Algunos ejemplos incluyen Tormenta Tropical Ken-Lola en 1989 y la Tormenta Tropical Upana Chanchu en 2000.[69]

## Efectos

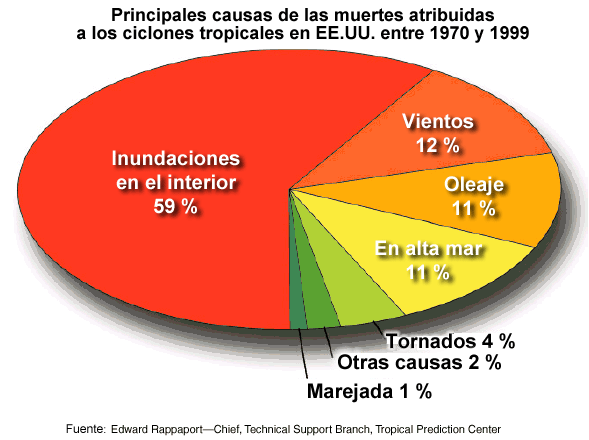
Gráfica de las causas de las muertes provocadas por los ciclones tropicales en los Estados Unidos entre 1970-1999.

Un ciclón tropical maduro puede expulsar calor a razón de hasta 6x1014 vatios. Los ciclones tropicales en el mar abierto causan grandes olas, lluvias torrenciales y fuertes vientos, rompiendo la navegación internacional y, en ocasiones, hundiendo barcos. Sin embargo, los efectos más devastadores de un ciclón tropical ocurren cuando cruzan las líneas costeras, haciendo entrada en tierra. Un ciclón tropical moviéndose sobre tierra puede hacer daño directo de cuatro maneras:
- Fuertes vientos - El viento de fuerza de huracán puede dañar o destruir vehículos, edificios, puentes, etc. También puede convertir desperdicios en proyectiles voladores, haciendo el exterior mucho más peligroso.
- Marejada ciclónica - Los ciclones tropicales causan un aumento en el nivel del mar, que puede inundar comunidades costeras. Este es el peor efecto, ya que históricamente los ciclones se cobran un 80 % de sus víctimas cuando golpean en las costas por primera vez.
- Lluvias torrenciales - La actividad tormentosa en un ciclón tropical puede causar intensas precipitaciones. Los ríos y corrientes se desbordan, no se puede circular en carretera y pueden ocurrir deslizamientos de tierra. Las áreas en tierra pueden ser particularmente vulnerables a inundaciones de agua dulce, si los residentes no se preparan adecuadamente.[70] La Climatología de Precipitaciones de Ciclón Tropical muestra algunos récords conocidos, país por país.
- Actividad de tornados - La amplia rotación de un huracán crea tornados frecuentemente. Los tornados también pueden ser producto de mesovórtices en la pared del ojo que persistan hasta la entrada en tierra. Aunque estos tornados no son tan fuertes como los no tropicales, pueden causar tremendos daños igualmente.[71]

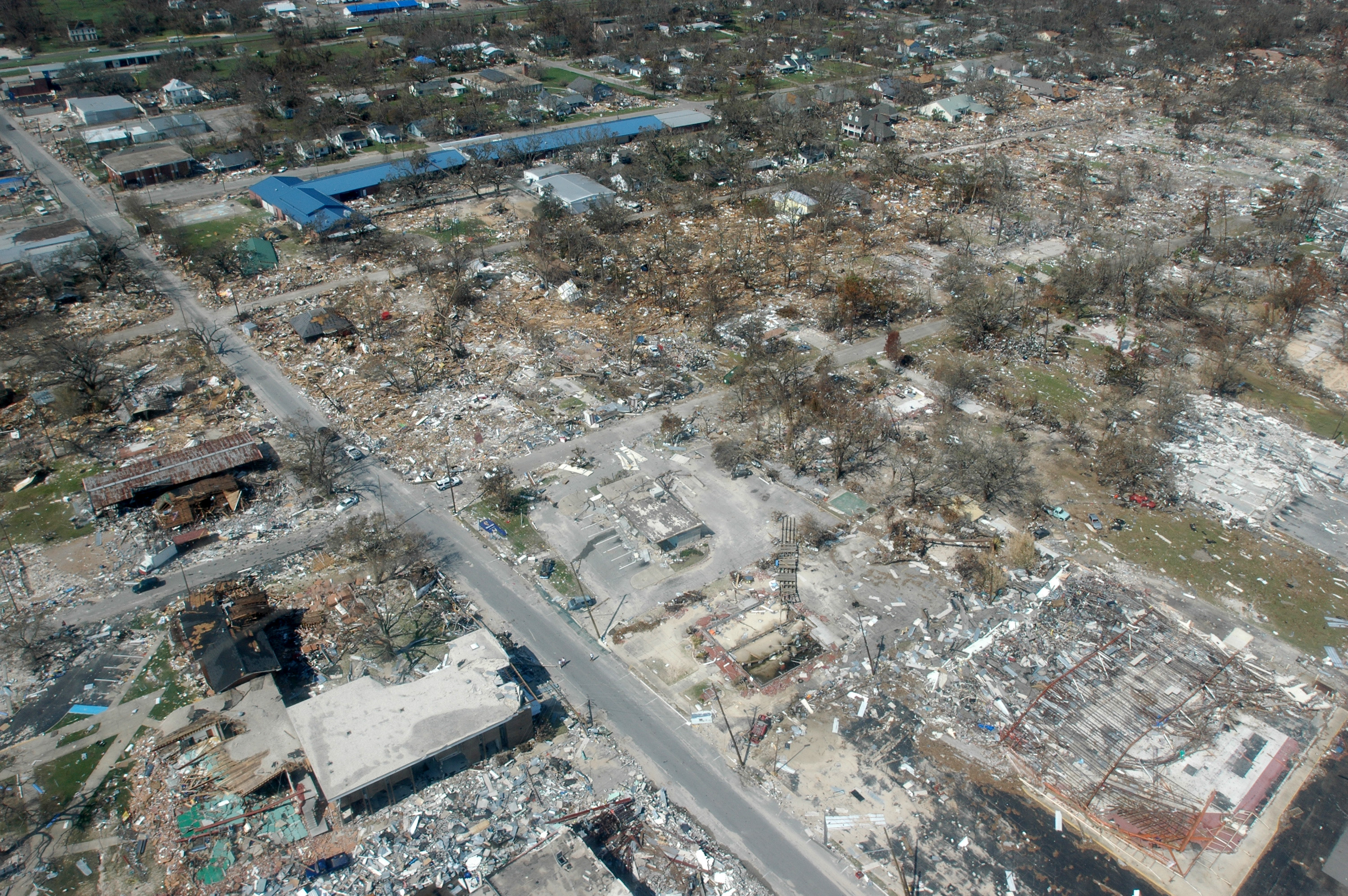
Las consecuencias del huracán Katrina en Gulfport, Misisipi. Katrina fue el ciclón más costoso en la historia de Estados Unidos debido al poco interés del gobierno en su previsión y en la difusión de la alerta.

Frecuentemente, los efectos secundarios de un ciclón tropical son igualmente dañinos. Estos incluyen:
- Enfermedades - El ambiente húmedo después del paso de un ciclón tropical, combinado con la destrucción de instalaciones sanitarias y un clima tropical húmedo puede inducir epidemias que se siguen cobrando vidas tiempo después de que la tormenta haya pasado. Una de las lesiones más comunes post-huracán es pisar un clavo en los escombros causados por la tormenta, que conducen al riesgo de contraer el tétanos u otra infección. Las infecciones de cortes y contusiones pueden amplificarse notablemente vadeando aguas residuales contaminadas. Las grandes superficies cubiertas de agua por una inundación también contribuyen a contraer enfermedades transportadas por mosquitos. Así mismo, el ambiente húmedo contribuye a la proliferación de bacterias patógenas y virus, causantes de diversas enfermedades infecto-contagiosas.
- Cortes de energía - Los ciclones tropicales normalmente dejan a decenas o cientos de miles de personas (ocasionalmente millones si el área urbana afectada es muy grande) sin energía eléctrica, impidiendo comunicaciones vitales y obstaculizando los trabajos de rescate.
- Dificultades de transporte - Los ciclones tropicales pueden destruir frecuentemente puentes clave, pasos superiores, y carreteras, complicando las tareas de transportar comida, agua potable y medicinas a las áreas que lo necesitan.

### Efectos beneficiosos de los ciclones tropicales
Aunque los ciclones pueden causar una gran cantidad de pérdidas humanas y materiales, pueden ser determinantes en los regímenes de precipitación de los lugares en los que impactan, y llevar lluvias muy necesarias a zonas que de otro modo serían desérticas. Los huracanes que se forman en el Pacífico Norte este, habitualmente aportan humedad a la región sudeste de Estados Unidos y partes de México. Japón recibe más de la mitad de sus precipitaciones anuales directamente de los tifones. El huracán Camille evitó condiciones de sequía y terminó con el déficit de agua en gran parte de su recorrido.
Adicionalmente, la destrucción causada por Camille en la costa del Golfo estimuló el redesarrollo, incrementando sensiblemente el valor de la propiedad local. Por otro lado, el personal oficial encargado de responder en situaciones de catástrofe, aseguran que el redesarrollo motiva a la gente a no vivir en lugares que son claramente peligrosas en futuras tormentas. El huracán Katrina es el ejemplo más obvio, ya que devastó la región que había sido revitalizada por Camile. Por supuesto, muchos residentes y negociantes han relocalizado sus negocios tierra adentro, lejos de la amenaza de futuros huracanes.
Los huracanes también ayudan a mantener el balance global de calor, desplazando calor y aire húmedo tropical a las latitudes medias y regiones polares. James Lovelock también ha realizado la hipótesis por la que, aumentando los nutrientes de la flora marina a los niveles de más cercanos a la superficie del océano, incrementarían también la actividad biológica en áreas donde la vida sería difícil por la pérdida de nutrientes según la profundidad del océano.
En el mar, los ciclones tropicales pueden revolver el agua, dejando una estela fresca a su paso, lo que provoca que la región sea menos favorable para un subsecuente ciclón tropical. En raras ocasiones, los ciclones tropicales pueden hacer lo contrario. En 2005, el huracán Dennis arrastró agua cálida a su paso, contribuyendo a la formación del huracán Emily, siendo así el primer precedente de formación de un huracán que posteriormente alcanzaría Categoría 5.

## Tendencia en la actividad ciclónica a largo plazo
Si bien el número de tormentas en el Atlántico ha aumentado desde 1995, no parece haber señales de una tendencia a aumentar en el cómputo global; el número anual para todo el mundo, se sitúa en unos 90 ciclones tropicales.
Las tormentas atlánticas, se están volviendo más destructivas a nivel financiero, ya que, cinco de las diez tormentas más «caras» en Estados Unidos han ocurrido desde 1990. Esto puede atribuirse, en gran parte, al número de personas residentes en áreas costeras susceptibles, y al desarrollo masivo experimentado en la región desde la última oleada violenta de actividad en la década de los 60.
Frecuentemente, en parte por las amenazas de huracanes, muchas regiones costeras tenían una población escasa en los puertos más importantes, hasta la llegada del automóvil de clase turista, por lo tanto, las porciones más duras de tormentas golpeando la costa eran frecuentemente desmedidas. Los efectos combinados de la destrucción de barcos y las entradas en tierra lejos de núcleos urbanos limitaban severamente el número de huracanes intensos en el registro oficial antes de la era del avión de reconocimiento y la meteorología por satélite. Aunque el registro muestra un aumento distinto en el número y fuerza de huracanes intensos, por lo que los expertos analizan los datos anteriores sin tomarlos como certeza.
El número y fuerza de huracanes en el Atlántico puede experimentar un ciclo de 50 a 70 años. Aunque es más común desde 1995, entre 1970 y 1994 ocurrieron algunas temporadas cuya actividad fue superior a la media. Los huracanes más destructivos golpearon de forma frecuente entre 1926-60, incluyendo muchos major hurricanes en Nueva Inglaterra. 
En 1933 se registró un récord de 21 tormentas tropicales, que solo ha sido superado por la temporada de 2005. En las temporadas de 1900 a 1925, la formación de huracanes tropicales fue bastante infrecuente; sin embargo, muchas tormentas intensas se formaron entre 1870-1899. Durante la temporada de 1887, se formaron 19 tormentas tropicales, de las cuales 4 ocurrieron después del 1 de noviembre y 11 se convirtieron en huracanes. Entre los años 1840 a 1860 de nuevo se formaron pocos, pero muchos golpearon las costas a principios de 1800, incluyendo una tormenta en 1821 que entró directamente en Nueva York, y de la cual, algunos expertos meteorólogos, aseguran pudo tratarse de un huracán de categoría 4.
Estas temporadas de huracanes inusualmente activas, literalmente devoraron la cobertura de los satélites en la región atlántica, lo que permite a los pronosticadores ver todos los ciclones tropicales. Antes de que la era de los satélites comenzase en 1961, las tormentas o huracanes tropicales solo podían ser detectadas si un barco se encontraba con esos fenómenos de forma directa. El registro oficial, por lo tanto, seguramente carece de muchas tormentas en las que ningún barco experimentó vientos de galerna o huracanados, o bien no las reconocieron como tormentas tropicales (probablemente siendo comparados a un ciclón extra tropical a altas latitudes, una onda tropical o un breve chubasco), y al volver al puerto, no eran reportados.

### Ciclones tropicales y cambio climático
El Sexto Informe de Evaluación del IPCC resume los últimos hallazgos científicos sobre el impacto del cambio climático en los ciclones tropicales. Según el informe, ahora comprendemos mejor que antes el impacto del cambio climático en las tormentas tropicales. Es probable que las grandes tormentas tropicales se hayan vuelto más frecuentes en los últimos 40 años. Podemos afirmar con un alto grado de confianza que el cambio climático aumenta las precipitaciones durante los ciclones tropicales. Podemos afirmar con un alto grado de confianza que un calentamiento de 1,5 grados conduce a "un aumento de la proporción y de la velocidad máxima de los vientos de los ciclones tropicales intensos". Podemos afirmar con un grado de confianza medio que los efectos regionales de un mayor calentamiento incluyen ciclones tropicales y/o tormentas extratropicales más intensos.
El cambio climático puede afectar a los ciclones tropicales de diversas maneras: una intensificación de las precipitaciones y la velocidad del viento, una disminución de la frecuencia general, un aumento de la frecuencia de tormentas muy intensas y una extensión hacia los polos de la zona en la que los ciclones alcanzan su máxima intensidad son algunas de las posibles consecuencias del cambio climático inducido por el ser humano. Los ciclones tropicales utilizan el aire cálido y húmedo como combustible. A medida que el cambio climático calienta la temperatura de los océanos, hay potencialmente más combustible disponible.

## Ciclones notables
| Posición | Huracán | Temporada | Muertes | Costo (2009 USD) |
| -------- | ------- | --------- | ------- | ---------------- |
| 1        | Katrina | 2005      | 2541    | $89 600 millones |
| 2        | Sandy   | 2012      | 287     | $50 000 millones |
| 3        | Andrew  | 1992      | 65      | $40 700 millones |
| 4        | Ike     | 2008      | 229     | $32 000 millones |
| 5        | Wilma   | 2005      | 62      | $29 100 millones |

Los ciclones tropicales que causan destrucción masiva son, afortunadamente, raros, pero cuando suceden pueden causar daño en un rango de miles de millones de dólares y destrozar o acabar con miles de vidas.
El ciclón Bhola, el más mortífero registrado, golpeó la zona altamente poblada del Delta del Ganges en el Pakistán Oriental (ahora Bangladés) el 13 de noviembre de 1970, como un ciclón tropical de categoría 3. Se estima que acabó con la vida de 500 000 personas. La región del Índico Norte ha sido históricamente la más mortífera, con varias tormentas desde 1900 provocando más de 100 000 muertes, todas en Bangladés.
En la región atlántica, al menos tres tormentas han matado a más de 10 000 personas. El huracán Mitch durante la Temporada de huracanes en el Atlántico de 1998 provocó severas inundaciones y deslizamientos de barro en Honduras, matando a 18 000 personas y cambiando tanto el aspecto del terreno que fue preciso realizar nuevos mapas del país. El Huracán de Galveston de 1900, que hizo entrada en tierra en Galveston (Texas), con una estimación de categoría 4, y sin ningún aviso previo, acabó con la vida de 8000 a 12 000 personas, cambió definitivamente la ciudad, que nunca volvió a ser lo que había sido antes, y sigue siendo el desastre natural más mortífero en la historia de Estados Unidos. La tormenta más mortífera registrada en el Atlántico fue el Gran Huracán de 1780, que mató a 22 000 personas en las Antillas.

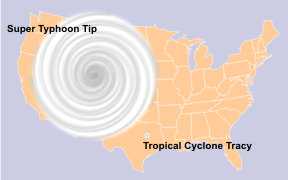
Los tamaños relativos del Tifón Tip, el Ciclón Tropical Tracy y los Estados Unidos.

La tormenta más intensa registrada fue el tifón Tip en el Pacífico Nordeste en 1979, que alcanzó una presión mínima de tan solo 870 mbar y vientos máximos sostenidos de 305 km/h. Se debilitó antes de golpear en Japón. Tip no tiene en exclusiva el récord de vientos más rápidos registrados en un ciclón; el Huracán Wilma lo ostenta con velocidades de 320 km/h, durante la temporada de 2005 en el océano Atlántico. Aunque las velocidades registradas no se consideran totalmente ciertas, ya que los equipos suelen terminar destruidos en condiciones tan extremas, el huracán Camille fue la única tormenta que entró en tierra con tal intensidad, convirtiéndola, con 305 km/h como velocidad de vientos sostenidos y rachas de hasta 335 km/h, el ciclón tropical más fuerte al hacer entrada en tierra. En comparación, estas velocidades pueden encontrarse en el centro de un tornado intenso, pero Camille, como todos los ciclones tropicales, fue mucho más larga que cualquiera de los tornados más duraderos.
El tifón Nancy en 1961 tenía un récord con vientos de hasta 345 km/h, pero investigaciones recientes indican que las velocidades medidas entre 1940 y 1960 eran más elevadas de lo que en realidad debían ser, y por tanto no se considera la tormenta con vientos más potentes registrados. De forma similar, una racha de viento medida a nivel de superficie, causada por el tifón Paka en Guam con una intensidad de 380 km/h, que había sido confirmada, y hubiera sido la racha de viento no tornádica más fuerte registrada en la superficie de la Tierra, tuvo que ser rechazada, ya que el anemómetro fue dañado por la tormenta.
Tip es también el ciclón más grande registrado, con una circulación de vientos de fuerza tropical en un campo de 1100 km de radio. El tamaño medio de un ciclón tropical es de «solo» 500 km. La tormenta más pequeña registrada fue la Tormenta tropical Marco en 2008, con tan solo 19 km de radio, que tocó tierra cerca de Veracruz en México.
El huracán Iniki en 1992 fue la tormenta más poderosa que golpeó Hawái en los registros históricos, entrando en Kauai como huracán de categoría 4, matando a seis personas y causando tres mil millones de dólares en daños. Otros huracanes destructivos en el Pacífico son el huracán Pauline y el huracán Kenna.

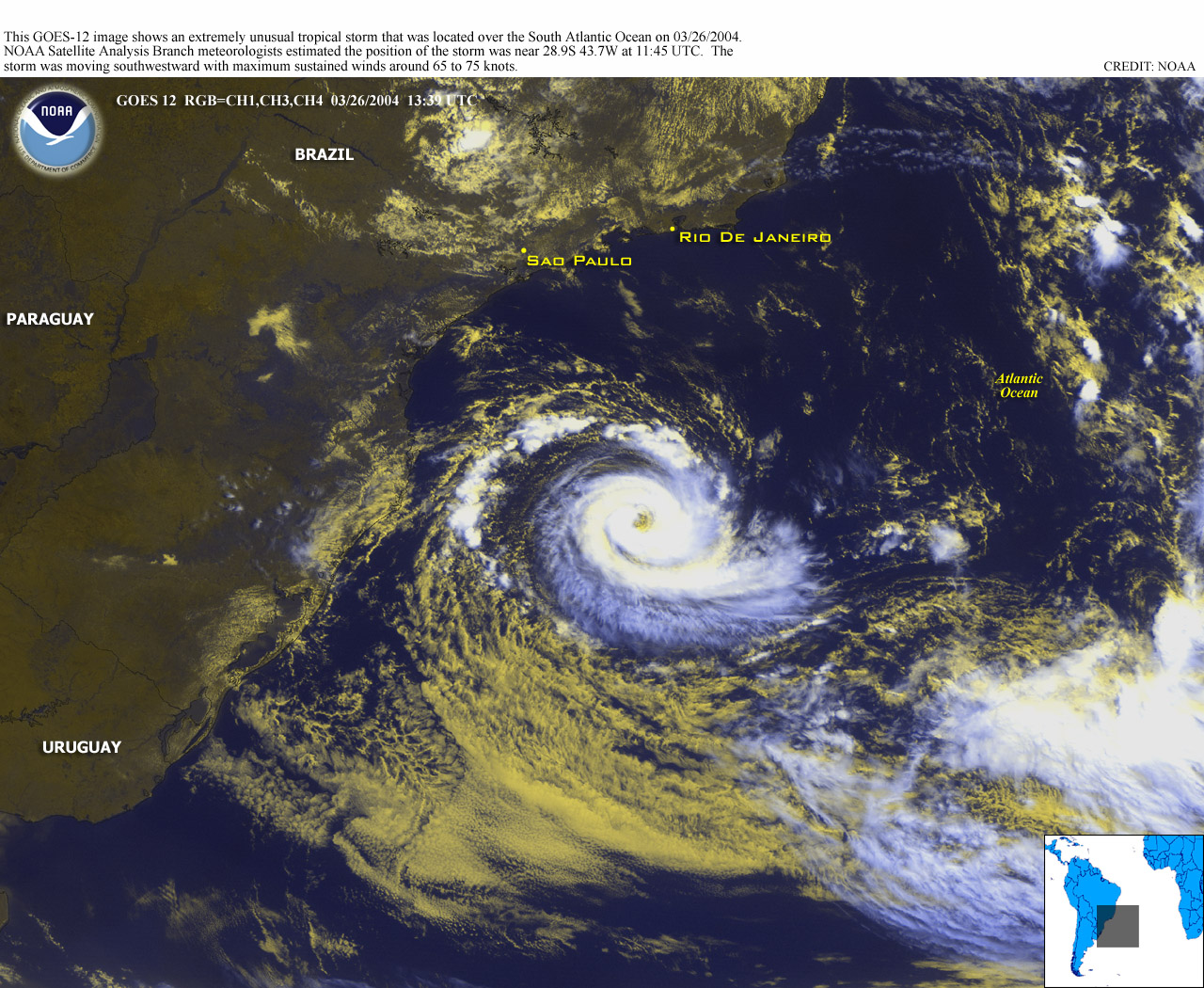
El primer huracán registrado en el Atlántico Sur, el Ciclón Catarina de 2004.

El 26 de marzo de 2004, el Ciclón Catarina se convirtió en el primer huracán del Atlántico Sur. Otros ciclones anteriores en esa misma región, en 1991 y 2004 alcanzaron solo fuerza de tormenta tropical. Es altamente posible que antes de 1960 se formasen ciclones tropicales allí, pero no fueron observados hasta el comienzo de la era de los satélites atmosféricos en aquel año.
Un ciclón tropical no necesita ser especialmente fuerte para causar un daño difícil de olvidar. La Tormenta Tropical Thelma, en noviembre de 1991, mató a miles de personas en Filipinas y nunca llegó a ser tifón; el daño de Thelma se debió principalmente a las inundaciones y no a los vientos o marejada ciclónica. En 1982 la depresión tropical sin nombre, que posteriormente se convertiría en el huracán Paul, causó la muerte de unas 1000 personas en América Central debido al efecto de sus lluvias torrenciales.
El 29 de agosto de 2005 el huracán Katrina hizo entrada en tierra en Luisiana y Misisipi. El Centro Nacional de Huracanes de EE. UU., en su revisión de agosto de la temporada de tormentas tropicales, aseguró que Katrina era, probablemente, el peor desastre natural en la historia del país. Actualmente se le asignan 1604 muertes, principalmente de las inundaciones y consecuencias en Nueva Orleans, Luisiana. También se estima que causó daños por un valor de 75 000 millones de dólares. Antes del Katrina, el sistema más costoso en términos monetarios fue el huracán Andrew en 1992 que causó unas pérdidas estimadas de 39 mil millones por los daños ocasionados en Florida.
El 23 de octubre de 2015 en el Océano Pacífico, cerca a la costa pacífica de México, el huracán Patricia alcanzó el récord de vientos sostenidos, alcanzando la velocidad de 325 km/h y ráfagas de hasta 400 km/h.
El 13 de agosto de 2017, el Centro Nacional de Huracanes (NHC) comenzó a supervisar una onda tropical en la costa occidental de África, la misma fue cobrando fuerza hasta alcanzar la categoría 4 y tras su paso por el Caribe empezó a debilitarse; hacia el 25 de agosto al entrar a territorio de Estados Unidos como había pronosticado el Centro Nacional de Huracanes, el huracán Harvey tocó tierra en la costa de Texas con una fuerza de categoría 4 en la escala de huracanes de Saffir-Simpson; el más violento de los últimos doce años que ha provocado intensas precipitaciones y vientos de más de 200 km/h, y ha dejado perdidas estimadas —incluyendo daños materiales, salarios perdidos y negocios interrumpidos— alrededor de los 75 000 millones de dólares, sin embargo, un cálculo de la firma de pronósticos meteorológicos AccuWeather dice que el total de pérdidas ocasionadas por Harvey podría llegar a 160 000 millones de dólares, lo que sobrepasaría los 118 000 millones que se estima se perdieron por el huracán Katrina. 

## Terminología regional de tormentas

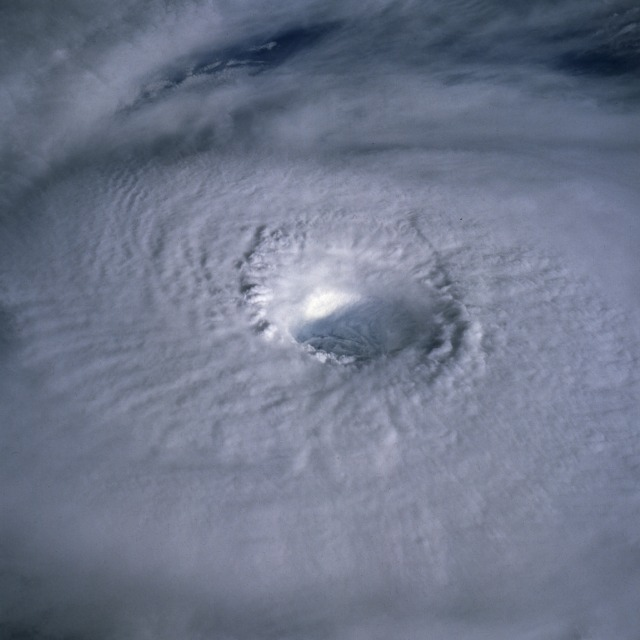
Ojo del Tifón Odesa, océano Pacífico, agosto de 1985.

Los términos usados en los reportes meteorológicos para ciclones tropicales que tienen vientos en superficie iguales o superiores a 64 nudos o 32 m/s varían según la región:
- Huracán. Región Atlántica y océano Pacífico Norte al este de la línea internacional de cambio de fecha.
- Tifón. Pacífico Noroeste, al oeste de la línea de cambio de fecha.
- Ciclón tropical severo. Pacífico Sudoeste, al oeste de los 160° E y el océano Índico Sudeste, al este de los 90° E.
- Tormenta ciclónica severa. Océano Índico Norte.
- Ciclón tropical. Océano Índico Sudeste y el Pacífico sur al este de los 160° E.
- Ciclón (extraoficialmente). Océano Atlántico Sur.

Hay muchos otros nombres para los ciclones tropicales, incluyendo bagyo, baguió o baguio en Filipinas, Willy-willy en el noroeste de Australia y Taíno en Haití.

### Origen de los términos para tormentas
La palabra tifón tiene dos posibles orígenes:
- Del chino 大風 (daaih fūng (cantonés); dà fēng (mandarín)) que significa «gran viento». (El término chino 颱風 táifēng, y 台風 taifu en japonés, tienen un origen independiente, trazable de varias formas hacia 風颱, 風篩 o 風癡 hongthai, remontándose a las dinastías Song 宋 (960-1278) y Yuan 元(1260-1341). El primer registro del carácter 颱 apareció en la edición de 1685 del Sumario de Taiwán 臺灣記略).
- Del urdu, persa o árabe ţūfān (طوفان) < griego tuphōn (Τυφών).

El término portugués tufão también está relacionado con tifón.
La palabra huracán es una voz taína que proviene del nombre de la deidad de las tormentas. Erróneamente, algunos argumentan que esta voz fue incorporada de la lengua maya. Sin embargo, se debe recordar que los españoles vivieron 30 años en La Española antes de llegar a México, y que durante este tiempo se registraron varios huracanes, destacándose los de junio de 1494, el del 3 de agosto de 1508, y otro del 10 de julio de 1509.
La palabra ciclón fue acuñada por el capitán Henry Piddington, quien la usaba para referirse a una tormenta que hizo añicos un carguero en Isla Mauricio en febrero de 1845.

## Otros sistemas tormentosos relacionados

Tormenta subtropical Gustav en 2002.

Además de los ciclones tropicales, en la naturaleza hay otras dos clases de ciclones. Estos tipos de ciclones, conocidos como ciclones extratropicales y ciclones subtropicales, pueden ser etapas por las que un ciclón tropical pasa durante su formación o disipación.
Un ciclón extratropical es una tormenta que obtiene su energía de la diferencia de temperaturas en horizontal, lo cual es típico en latitudes más altas. Un ciclón tropical puede convertirse en extratropical según se mueve hacia latitudes más altas y su fuente de energía cambia del calor liberado por la condensación a las diferencias de temperatura entre masas de aire; además, aunque no es muy frecuente, un ciclón extratropical puede transformarse en una tormenta subtropical, y de ahí en un ciclón tropical, como ocurrió en el caso del huracán Sandy. Desde el espacio se observa que las tormentas extratropicales tienen un patrón de nubes en forma de coma muy característico. Los ciclones extratropicales también pueden ser peligrosos cuando sus centros de bajas presiones producen fuertes vientos y mar alta.
Un ciclón subtropical es un sistema atmosférico que tiene ciertas características de un ciclón tropical y otras de un ciclón extratropical. Los ciclones subtropicales pueden aparecer en una amplia banda de latitudes, desde la línea ecuatorial al paralelo 50°. Aunque las tormentas subtropicales rara vez atraen vientos de fuerza huracanada, pueden volverse tropicales según su núcleo se calienta. Desde un punto de vista operacional, no se considera que un ciclón tropical pueda convertirse en subtropical durante su transición extratropical.

## Ciclones tropicales en la cultura popular
En la cultura popular, los ciclones tropicales han aparecido en numerosos medios, como en el cine, la literatura, la televisión, la música o los videojuegos. Se han usado ciclones tropicales ficticios o basados en hechos reales.
Se cree que la novela de George R. Stewart, Tormenta, publicada en 1941, ha tenido influencia a la hora de dar nombres femeninos a los ciclones tropicales del océano Pacífico. Otro ejemplo es el huracán de la película La tormenta perfecta, que describe el hundimiento del pesquero Andrea Gail a causa de la Tempestad del Noreste de Halloween de 1991.
También han aparecido huracanes en capítulos de series televisivas como Los Simpson, Invasión, Padre de familia, Seinfeld, CSI: Miami y Dawson's Creek.
La película de 2004, The Day After Tomorrow incluye varias menciones a ciclones tropicales.
La novela Los hijos de la Diosa Huracán, (Grijalbo-Random House 2019), de la escritora Daína Chaviano, utiliza la existencia climática y mitológica de este fenómeno como hilo conductor de un argumento donde el huracán deviene presencia simbólica y alegórica del caos social y político que ha azotado a un país desde sus orígenes.

### Centros meteorológicos regionales especializados
- Centro Nacional de Huracanes (EE. UU.).
- Centro de Huracanes del Pacífico Central. Archivado el 23 de septiembre de 2011 en Wayback Machine.
- Agencia Japonesa de Meteorología.
- Departamento Meteorológico de la India.
- Météo-France - Reunión.
- Servicio Meteorológico de Fiyi.
- MetService, Nueva Zelanda.
- Oficina Australiana de Meteorología.
- Centro Canadiense de Huracanes.

### Tormentas pasadas
- Sumario anual de tormentas tropicales en el mundo.
- The Hurricane Hut - Información sobre todas las tormentas desde 1950.
- Unisys historical and contemporary hurricane track data.
- United States Tropical Cyclone Rainfall Climatology - Unos 20 años de historias de ciclones tropicales con énfasis en la preciptiación total de la tormenta, en color, hasta la fecha presente. Dividido por año, región, y punto de entrada en tierra.
- the EM-DAT Base de datos internacional de desastres.

### Varios
- Capítulo 8: Ciclones tropicales COMET, libro de texto en línea Introducción a la meteorología tropical, 2a ed. (en español).
- Huracanes: Preparación de la comunidad, 2a Edición (en español)
- NASA Hurricane Web Page. Archivado el 17 de mayo de 2008 en Wayback Machine.
- NOVA scienceNOW: Hurricanes.
- The Hurricane Hut. Archivado el 4 de junio de 2012 en Wayback Machine.
- Seguimiento de Huracanes y Tormentas para los Océanos Atlántico y Pacífico.
- Huracanes Yucatán.
- HuracanesPR.Net Información sobre huracanes y tormentas en Puerto Rico.
- WebCamPlaza Colección de webcams para huracanes.
- www.worldhurricanes.com - Últimas noticias desde la red WN.
- Live Hurricane Talk and Information Archive.
- Huracanes y cambio climático.
- Red de Huracanes del Caribe.
- Tropical Storm Risk.

- Datos: Q8092
- Multimedia: Tropical cyclones / Q8092
- Noticias: Categoría:Ciclones tropicales